# Histoire de l'Armée de terre française

Logotype actuel de l'Armée de terre.

L'histoire de l'Armée de terre française débute dans les dernières phases de la guerre de Cent Ans avec la création de ses premières unités permanentes. Elle prend rapidement de l'importance et occupe régulièrement, au cours des siècles qui suivent, le premier rang européen.

## Le Moyen Âge

### Système féodal et institutions militaires
Le service militaire fourni par la population paysanne est poussé à l'extrême et la hiérarchie s'établit désormais, à un niveau individuel, du suzerain au vassal ou au tenancier. Au cours de cette longue période la guerre devient endémique et locale. Par ailleurs, les villes instituées en Communes vont former des milices bourgeoises destinées à se défendre sans avoir besoin de faire appel aux seigneurs locaux et c'est paradoxalement sur ces troupes urbaines composées de volontaires non professionnels que la royauté va prendre l'habitude de s'appuyer pour lutter contre les grands féodaux ou du moins faire contrepoids à leurs exigences et menaces. Ceux-ci vont, de leur côté, former une nouvelle aristocratie guerrière : la chevalerie.
En temps de guerre, les rois prenaient à leur solde des troupes de mercenaires étrangers venus de l'Europe entière et dont certains contingents, principalement allemands, suisses ou irlandais, finiront par leur fournir une garde personnelle.

### Les premières armées royales
En 1124, Louis VI le Gros réunit pour la première fois l'ost en convoquant la totalité de sa noblesse vassale à Reims pour bloquer l'avancée de l'empereur Henri V du Saint-Empire qui fit demi-tour sans combat.
En 1439, les états généraux décident de la création d'une armée permanente destinée à combattre les Anglais. La décision modifie l'emploi de la taille, désormais levée par le roi, et dont le produit est affecté exclusivement au budget de l'armée.
Après avoir repoussé les Anglais, Charles VII établit des compagnies d'hommes d'armes dites « Compagnies d'ordonnance », qui furent les premiers essais de la mise sur pied d'une force armée réellement permanente. En outre il essaya de fonder une infanterie nationale en créant les « compagnies de francs-archers ». Il poursuivit son effort en tentant d'établir que le roi de France seul avait le droit de lever des gens de guerre et, par le paiement d'une solde régulière, il améliora la discipline au sein de ces troupes. C'est aussi sous son règne que se développa une arme nouvelle qui allait bouleverser le cours des conflits futurs : l'artillerie.

## L'Ancien Régime

### DeHenriIVà Louvois
Les régiments, en tant qu'unités militaires, datent de Charles IX. Henri IV, puis Richelieu, régulariseront cette innovation organique, en y affermissant la discipline. L'Armée se démocratisera quelque peu dans son mode de recrutement et l'on assistera à des anoblissements de soldats roturiers méritants, qui pourront ainsi accéder à des grades élevés, jusque-là réservés à la seule noblesse.
Un important élément de faiblesse des armées du début du XVIIe siècle résidait principalement dans la médiocrité des levées, par trop nombreuses et effectuées en hâte au moment d'une guerre et que l'on licenciait avec trop d'empressement les combats sitôt terminés. En outre, l'irrégularité du versement des soldes, plaie endémique de l'organisation royale en matière militaire, nuisait à la discipline générale ; ainsi se dessinait une Armée royale à double vitesse : d'une part, une sorte de corps d'élite disponible et permanent, composé de quelques régiments solides, des compagnies d'ordonnance et de la Maison du roi et, de l'autre, une masse de manœuvre, nombreuse, mais gangrenée par l'indiscipline et le manque total de motivation, autre que pécuniaire.

### Organisation de Louvois

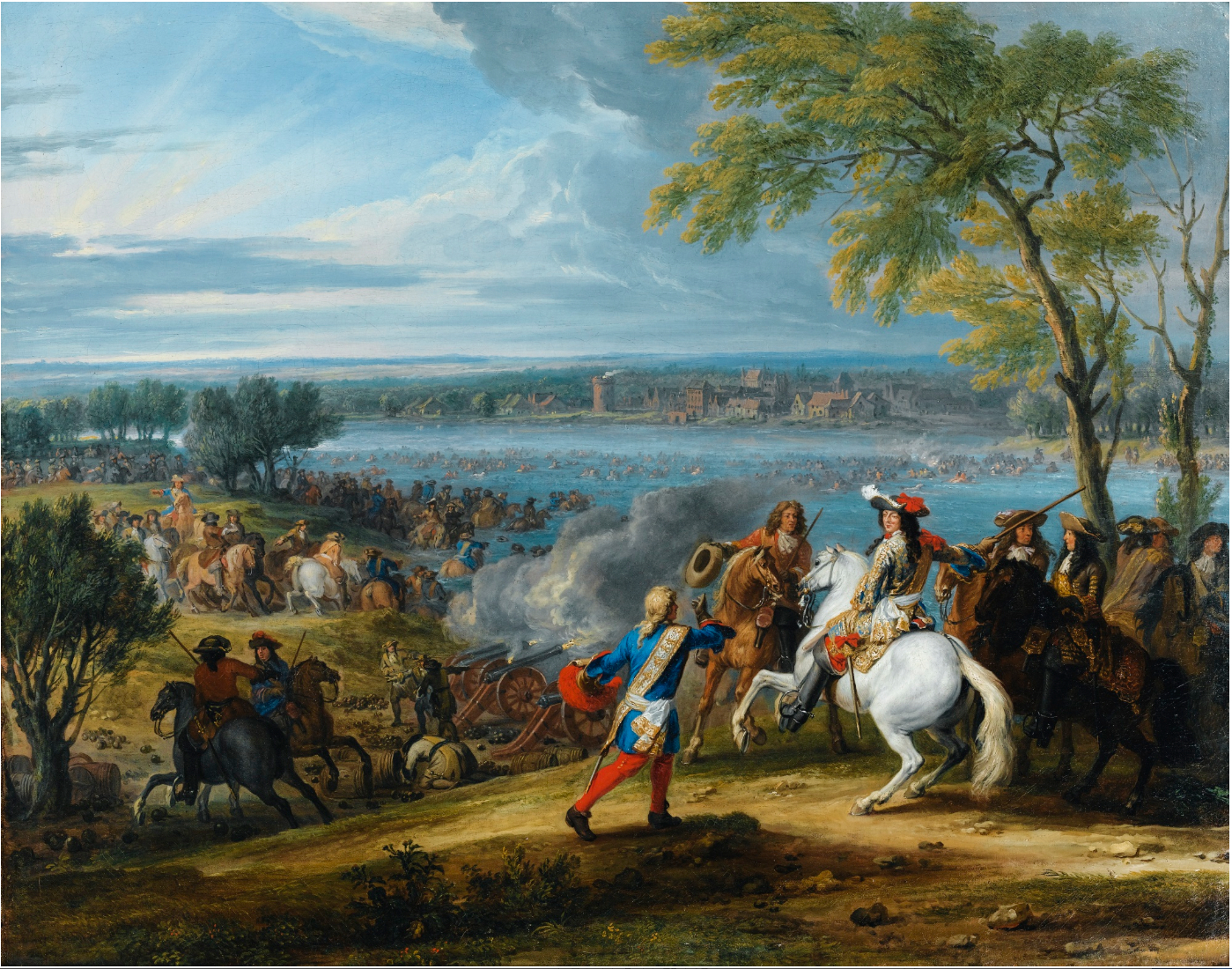
Le passage du Rhin par l'armée française (van der Meulen) le 12 juin 1672.

Sous le règne de Louis XIV, c'est à Louvois, digne continuateur de l’œuvre de rénovation militaire entreprise avant lui par son propre père, Michel Le Tellier, que revient le mérite d'avoir forgé pour la plus grande gloire du Roi-Soleil, la première Armée digne de ce nom qu'ait jamais possédée la France, et qui, par le nombre et la qualité de ses officiers et de son règlement ainsi que par sa professionnalisation poussée, peut être considérée comme la première réelle puissance royale militaire en France.
En premier lieu, Louvois fit de la maison militaire du roi une sorte d'école de formation des futurs cadres, officiers et sous-officiers. Il rendit le port de l’uniforme obligatoire et imposa, de manière administrative, un équipement uniforme de toutes les unités en matière d'armement. Les officiers demeurèrent certes propriétaires de leurs compagnies, mais ils se devaient de rendre des comptes quant à l'application d'une stricte discipline et la régularité du versement des soldes. Il est à l’origine d’autres innovations importantes :
- le système d'avancement par ordre de tableau ;
- il permet que la Croix de Saint Louis fut attribuée au mérite ;
- il créa l'institution de l’Hôtel des Invalides, destiné à accueillir les vieux soldats et les grands mutilés de guerre ;
- il commence l’encasernement des troupes, qui permet d’éviter les désordres que le passage des troupes causait dans la traversée des pays amis et de mettre progressivement fin au XVIIIe siècle au logement des troupes chez l’habitant.

Cependant, il n'en demeurait pas moins que la vénalité des charges s'opposait encore et toujours à l'autorité absolue du roi. Les armées de Louis XIV atteignirent des effectifs, jusqu'alors inconnus en Europe ; elles comptèrent jusqu’à 200 000, voire plus de 300 000 hommes en armes, ce qui eut pour effet pervers de faire croître les vices et défauts du système de recrutement tant pour les hommes que pour leurs officiers. Louvois tenta d'y remédier, vers la fin de sa vie, par l'institution des milices provinciales d'abord temporaires en 1688, puis permanentes en 1726, avant d'être transformées en régiments provinciaux en 1771.

## Le Premier Empire
Durant le Premier Empire, l’Armée française a prouvé tout son génie, conférant à Napoléon la maîtrise de la presque totalité du continent européen. L’Armée française est restée imbattable pendant plus de dix ans, de la bataille de Ballinamuck en 1798 jusqu’à la reddition de Bailén en 1808. 
La plus grande victoire française reste, sans conteste, celle d’Austerlitz, le 2 décembre 1805, durant laquelle Napoléon écrasa les forces austro-russes de l’empereur François Ier d'Autriche et du tsar Alexandre, pourtant supérieures en nombre.
Au plus fort des guerres napoléoniennes, lors de la campagne de Russie en 1812, la Grande Armée qui comptait 690 000 hommes ne parvint pas à conquérir la Russie et dut battre en retraite avec de très lourdes pertes. 
Cela a permis à la Sixième Coalition de finalement battre l'Empire français lors de la campagne de France de 1814 puis lors de la campagne de Belgique de 1815.

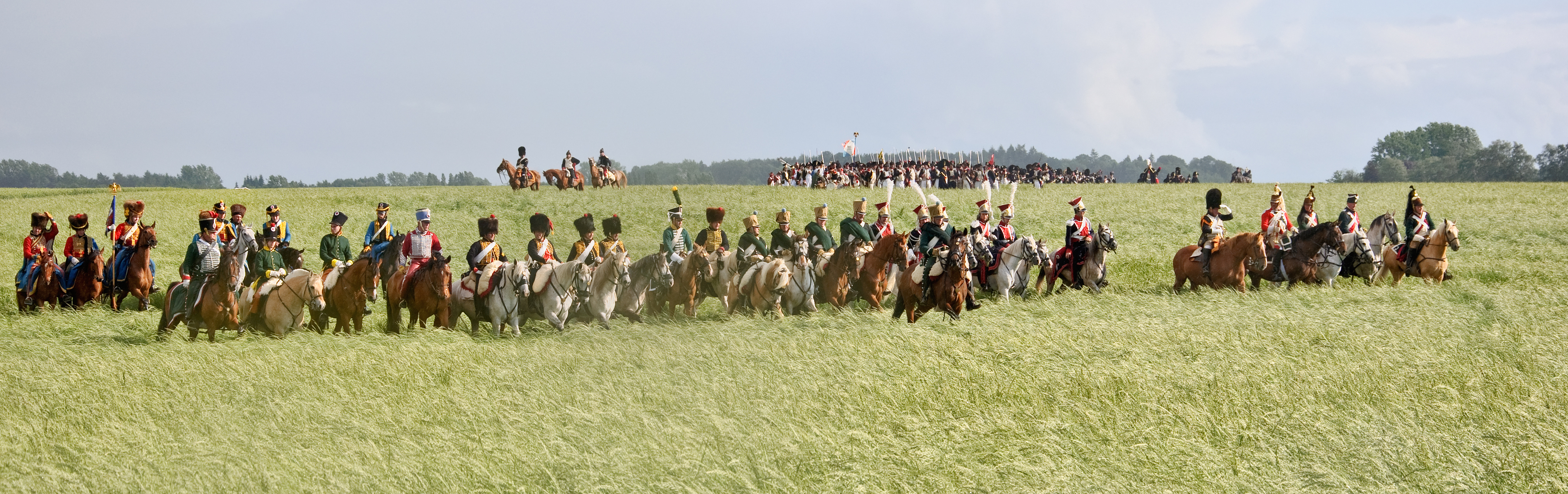
Échantillon de la cavalerie de l'Armée napoléonienne lors d'une reconstitution de la bataille de Waterloo : hussards, chasseurs à cheval, chevau-légers lanciers polonais, grenadiers à cheval, dragons.

## La reconstruction d'une Armée: 1814 à 1851
En 1814, après l'exil de Napoléon à l'île d'Elbe, Louis XVIII réorganise une première fois des corps d'infanterie français.
À son retour de l'ile d'Elbe, le 1er mars 1815, Napoléon Ier, réorganisa les différents corps de l'armée.
Un décret du 20 avril 1815 rendit aux anciens régiments d'infanterie de ligne les numéros qu'ils avaient perdus sous la première restauration.
Après l'effondrement de l'empire Napoléonien en 1815, le roi Louis XVIII réorganise une nouvelle fois l'armée en mettant sur pied la création d'une nouvelle unité; les légions départementales qui s'inscrivent dans le cadre d'une réorganisation de l'armée visant à rompre avec l'héritage politico-militaire du Premier Empire.
Les légions départementales ne présentant pas les avantages d'une infanterie homogène, une nouvelle ordonnance de Louis XVIII, du 23 octobre 1820, transforme les légions départementales en régiments d'infanterie désormais composée de 80 régiments dont 60 de ligne et 20 d'infanterie légère, tous formés à trois bataillons.
C'est sous cette organisation que la France participe à l'expédition d'Espagne en 1823 pour rétablir Ferdinand VII d'Espagne et redevient une puissance au niveau européen.
En 1830, le roi Charles X entreprend la conquête de l'Algérie par la France. Le 20 février, il est décidé que les bataillons destinés à l'expédition d'Alger seraient portés à 840 hommes par le rappel des hommes en congé d'un an. Les régiments légers désignés fourniraient leur premier bataillon et les régiments de ligne leurs premier et deuxième.
La force de l'infanterie était alors :
- les gardes du corps du Roi, soit 54 officiers et 301 hommes ;
- six régiments de la garde à trois bataillons (88 officiers et 1 676 hommes par régiment) : 528 officiers et 10 056 hommes au total ;
- deux régiments suisses de la garde à trois bataillons : 178 officiers et 4 432 hommes au total ;
- soixante-quatre régiments de ligne à trois bataillons, dont :
  - vingt-cinq régiments ont deux bataillons de 840 hommes et un de 485 hommes : soit un total de 2 200 officiers et 54 025 hommes,
  - deux régiments coloniaux ont trois bataillons de 840 hommes : soit un total de 176 officiers et 5 156 hommes,
  - trente-sept régiments ont 1 461 hommes : soit un total de 3 256 officiers et 54 057 hommes ;
- quatre régiments légers à trois bataillons, dont :
  - un régiment colonial à trois bataillons de 840 hommes : soit un total de 88 officiers et 2 578 hommes,
  - trois régiments ont 1 461 hommes : soit un total de 264 officiers et 4 383 hommes ;
- seize régiments légers à deux bataillons, dont :
  - quatre régiments ont un bataillon de 840 hommes et un bataillon de 500 hommes : soit un total de 248 officiers et 5 504 hommes,
  - douze régiments ont 62 officiers et 1 009 hommes : soit un total de 744 officiers et 12 108 hommes ;
- quatre régiments suisses à trois bataillons : soit un total de 364 officiers et 7 460 hommes ;
- le régiment d'Hohenlohe à trois bataillons : soit un total de 88 officiers et 1 943 hommes ;
- un bataillon d'administration à cinq compagnies : soit un total de dix-neuf officiers et 846 hommes ;
- un bataillon de pompiers à quatre compagnies : soit un total de seize officiers et 620 hommes ;
- six compagnies de fusiliers et deux de pionniers de discipline : soit un total de quarante officiers et 1 640 hommes ;
- deux compagnies de la garde sédentaires, dix compagnies de sous-officiers sédentaires et quarante compagnies de fusiliers sédentaires : soit un total de 156 officiers et 5 200 hommes,

soit, au total, 277 bataillons, comprenant 8 419 officiers et 170 307 hommes.
En Afrique, une armée coloniale est créée.
Dès son arrivée en Algérie, le général Clauzel se rendit compte de l'utilité d'attirer les indigènes à notre service. Par arrêté du 1er octobre 1830, il prescrivit l'organisation, sous le nom de zouaves, de deux bataillons formant corps et composés de huit compagnies de cent hommes. Les officiers, sous-officiers et caporaux furent choisis parmi les volontaires de toutes armes du corps expéditionnaire et les militaires qui avaient combattu avec les Grecs et venaient chercher de nouvelles aventures en Algérie. Les soldats devaient être tous indigènes. Ce recrutement n'allant pas rapidement, le général grossit l'effectif en y incorporant les volontaires de la Charte et en autorisant l'enrôlement des étrangers.
Après les Trois Glorieuses, et la proclamation de monarchie de Juillet, la garde nationale fut réorganisée dans toute la France sur les mêmes bases qu'en 1791. Une ordonnance du 11 août licencia la maison militaire et la garde royale et créa les 65e et 66e régiments d'infanterie.
 
La force de l'infanterie en août 1830 était alors de 10 047 officiers et 271 105 hommes répartis comme suit :
- soixante-six régiments d'infanterie de ligne à quatre bataillons : 114 officiers et 3 000 hommes par régiment soit 7 524 officiers et 198 000 hommes au total ;
- vingt régiments d'infanterie légère à trois bataillons : 87 officiers et 2 250 hommes par régiment soit 1 740 officiers et 45 000 hommes au total ;
- le régiment d'Hohenlohe à trois bataillons : 87 officiers et 1 943 hommes pour le régiment ;
- un bataillon d'administration à huit compagnies : 28 officiers et 1 452 hommes pour le bataillon ;
- six compagnies de fusiliers et deux de pionniers de discipline : 40 officiers et 1 640 hommes pour l'ensemble de ces unités disciplinaires ;
- douze compagnies de sous-officiers sédentaires à quatre officiers et cent cinquante hommes par compagnie soit 48 officiers et 1 800 hommes au total ;
- quarante-et-une compagnies de fusiliers sédentaires à quatre officiers et cent cinquante hommes par compagnie soit 164 officiers et 6 150 hommes au total ;
- quatre-vingt-six compagnies de vétérans sédentaires à quatre officiers et cent cinquante hommes par compagnie soit 344 officiers et 12 900 hommes au total
- un bataillon de pompiers à quatre compagnies : seize officiers et 620 hommes pour le bataillon ;
- deux bataillons de zouaves à huit compagnies de sept officiers et deux cents hommes : 56 officiers et 1 600 hommes au total,

ce qui fait 331 bataillons en tout.

## L'Armée du Second Empire: de 1852 à 1870

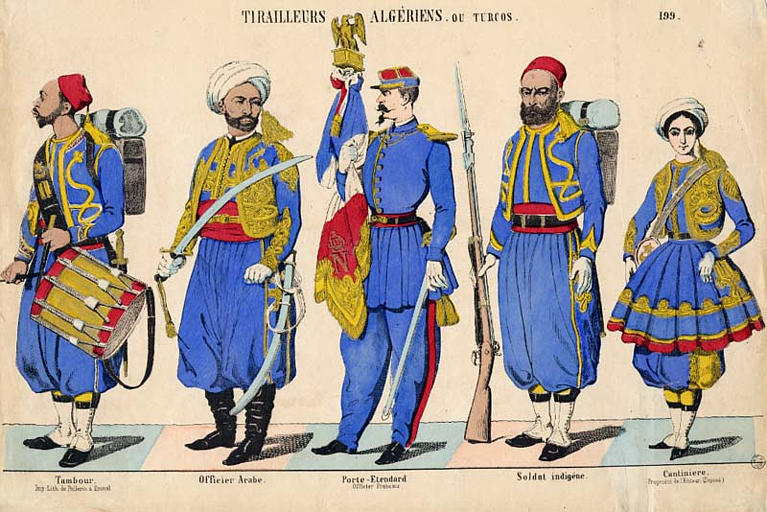
Uniformes des Tirailleurs algériens en 1852.

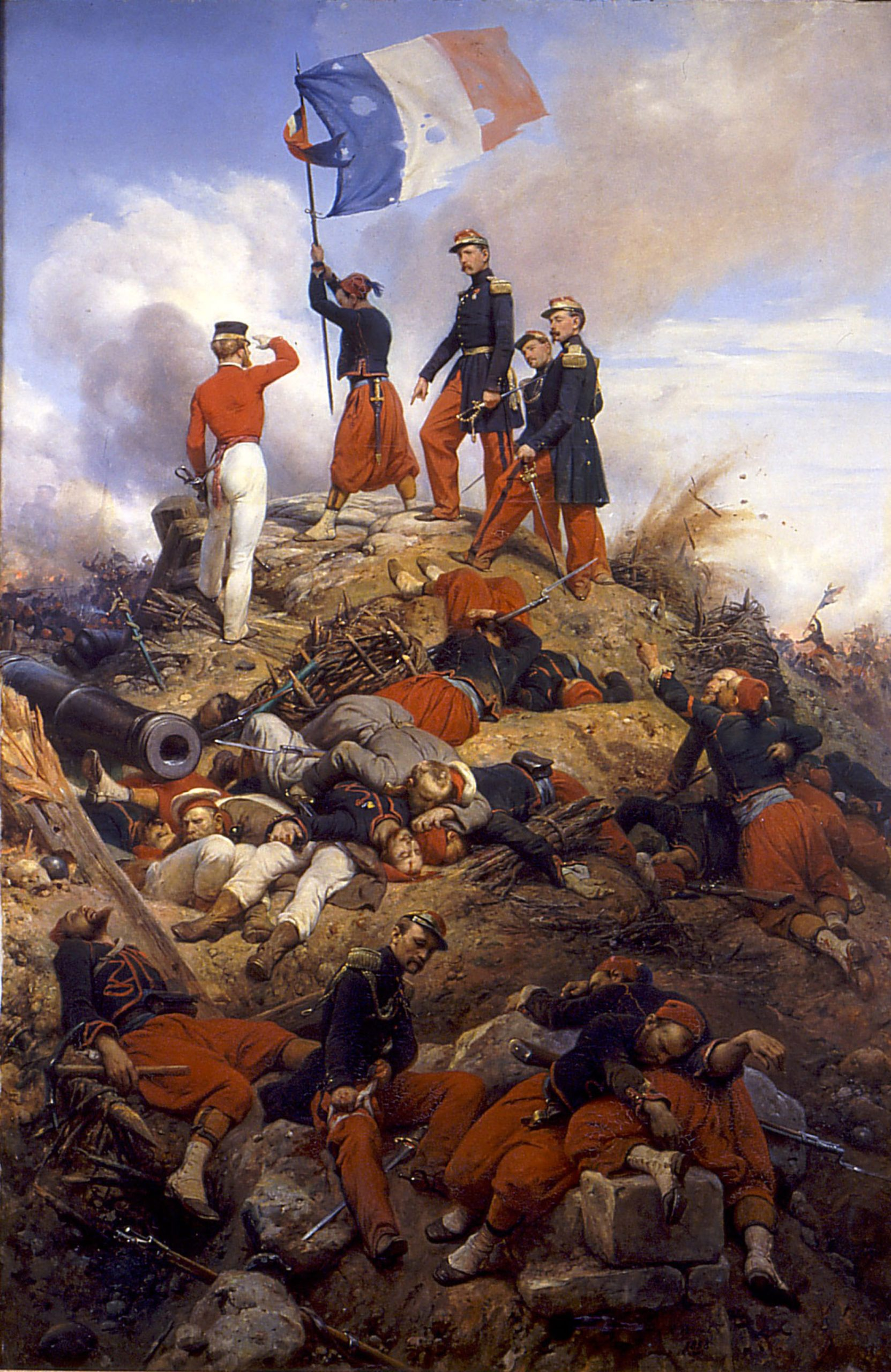
La prise de la tour Malakoff par Horace Vernet en 1855. Un officier anglais y salue le drapeau français.

En 1848, la révolution renverse le roi Louis-Philippe et en décembre, Louis-Napoléon Bonaparte est élu premier président de la république française. 
En 1852, le Second Empire est rétabli par le président Bonaparte qui devient Napoléon III. 
En 1854, l'Armée française dispose de vingt-cinq régiments dits d’infanterie légère qui sont recrutés, instruits et armés comme les régiments d’infanterie de ligne. Ils ne sont différenciés que par quelques détails d'uniforme et ils n'ont réellement de l'infanterie légère que le nom. Dans l'Armée française, la véritable infanterie légère est alors représentée par les chasseurs à pied. La réunification des régiments d'infanterie légère aux régiments d'infanterie de ligne s'imposait donc dans un but de cohérence et elle permettait également de réduire les dépenses de changements d'uniforme aux officiers qui passaient d’un type de régiment à l’autre. Ainsi ces vingt-cinq régiments d'infanterie légère prennent, dans la série des régiments d'infanterie de ligne, les numéros de 76 à 100.
La guerre paraissant inévitable avec l'Autriche, un décret du 14 mars 1859 organisa tous les régiments de ligne à quatre bataillons, dont trois bataillons de guerre à six compagnies dont deux d'élite et un dépôt à six compagnies de fusiliers.
L'Armée impériale rétablie participe à plusieurs grands conflits, la guerre de Crimée contre l'Empire russe remporté avec le Royaume-Uni, la campagne d'Italie de 1859 contre l'empire d'Autriche dans le cadre de la politique italienne de Napoléon III à l'intervention française au Mexique qui se solde par un échec. La flotte française devient la seconde flotte dominante. 

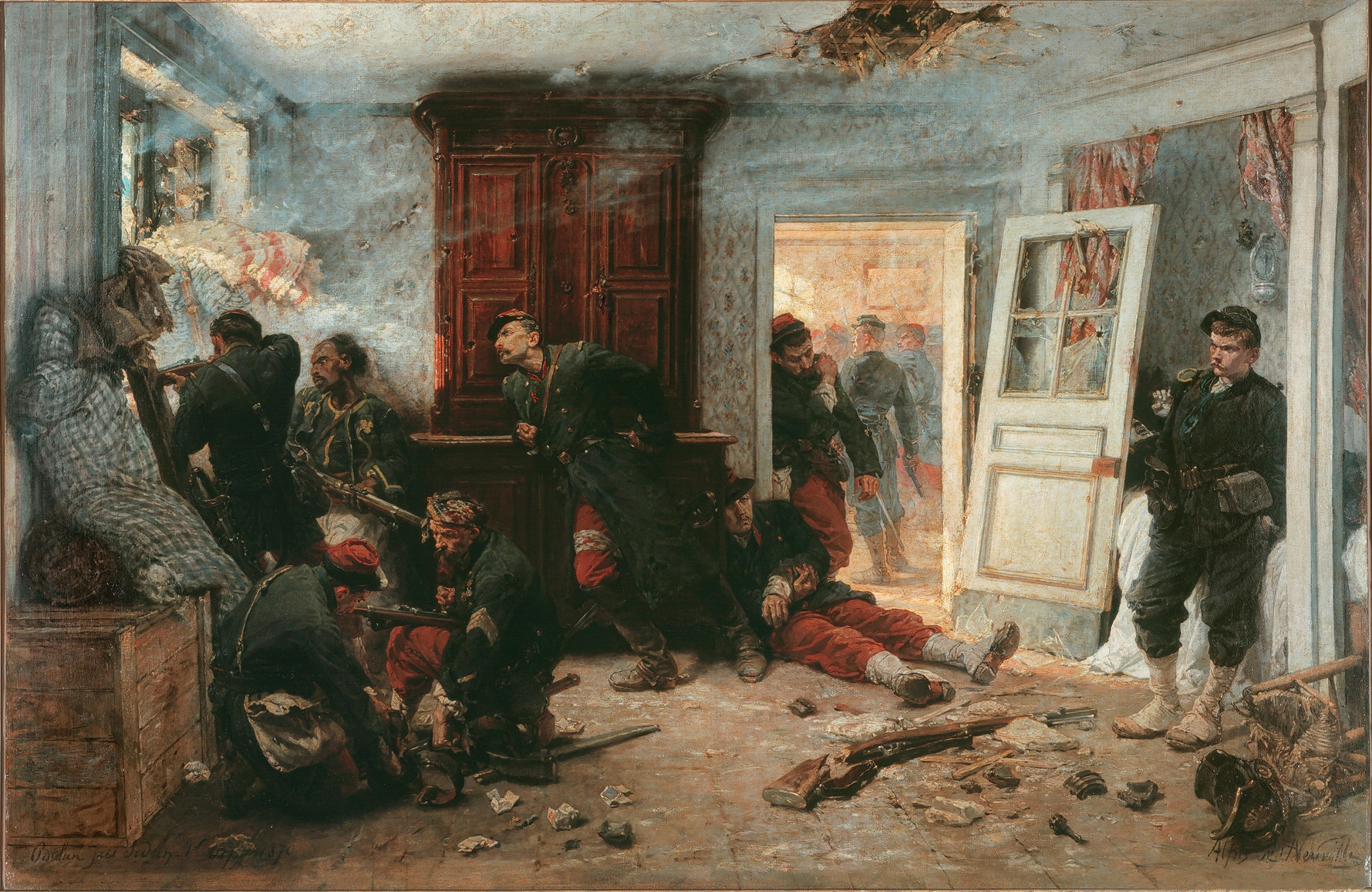
Les dernières cartouches, tableau d'Alphonse de Neuville de 1873. Le 1er septembre 1870, dans une maison de Bazeilles dans les Ardennes en France, les soldats français encerclés par les envahisseurs prussiens se battirent jusqu'aux dernières cartouches.

En 1870, au déclenchement de la guerre franco-allemande, l'Armée française composée de 100 régiments à 4 bataillons, basée sur des positions défensives, est battue sur les frontières ; puis les meilleures troupes sont encerclées et doivent capituler lors de la bataille de Sedan. La défaite entraîne la chute de l'Empire français et la perte pour le territoire français de l'« Alsace-Moselle ».

## L'Armée de la revanche (1871-1914)
Une circulaire ministérielle du 13 mars 1871 décide de la fusion entre les régiments d'infanterie de ligne et les régiments d'infanterie de marche et entre les bataillons de chasseurs à pied et les bataillons de chasseurs de marche.
Un arrêté du 11 mai 1871 licencie les 101e, 102e, 103e et 104e régiments d'infanterie
Un décret du 13 mars 1872 rend définitif les régiments provisoires et les classe à la suite des 100 régiments d'infanterie de ligne pour prendre les numéros de 101 à 126.
Un décret du 13 mars 1872 porte la création de 18 régiments d'infanterie qui prennent les numéros de 127 à 144.
Par l'application des dispositions de la loi du 25 juillet 1887 il est créé 18 régiments d'infanterie à 3 bataillons qui prennent les numéros de 145 à 162.
À partir de 1875, l'état major décide de renforcer les forteresses au Nord-Est du pays et d'en créer des nouvelles (Système Séré de Rivières), l'artillerie est également modernisée et la mitrailleuse fait son apparition dans l'infanterie. Au début des années 1900, l'Armée française met en place la doctrine de l'offensive à outrance. Toutes les forces doivent s'engager vers l'avant, l'infanterie appuyée par l'artillerie, la cavalerie servant en cas de contre-attaque. 
En 1911, le général Joseph Joffre est nommé à la tête de l'armée française, il en commence la modernisation. L'Armée de l'air est en voie de création, Le nouveau canon 75 mm fait son apparition au sein de l'artillerie. Le service militaire d'une durée de deux ans depuis 1905 est augmenté pour une durée de trois ans à partir de 1913, ramenant les effectifs à 850 000 hommes face à 840 000 à l'Armée impériale allemande.

## Deux Guerres mondiales (1914-1945)

### Première Guerre mondiale
En juillet 1914, l'Armée française compte 880 000 soldats sous les drapeaux ; 2 900 000 hommes supplémentaires sont mobilisés pendant le mois d'août. Sur la totalité de la guerre, ce sont 8 410 000 soldats qui sont mobilisés dont environ 600 000 venant des colonies. Les « indigènes » représentent environ 7 % des mobilisés et un peu moins de 15 % des effectifs combattants. À la suite d'une mobilisation efficace et rapide avec l'utilisation d'un réseau de voie ferrée touchant chaque sous-préfecture, l'Armée renforce ses troupes à 3 580 000 militaires. L'infanterie compte pour 65 % des effectifs, l'artillerie à 13 %, la cavalerie à 10 %, les 12 % restant sont ventilés dans le génie, le train, l'intendance, la gendarmerie, etc. L'Armée de terre dispose alors de 72 divisions d'infanterie et dix divisions de cavalerie (pour 79 régiments de cavalerie). 600 000 chevaux et 600 000 mulets sont fournis par les éleveurs à une Armée comptant très peu de véhicules motorisés. Au début de la guerre, l'Armée française, porte encore l'uniforme de la guerre franco-prussienne de 1870. Il est remplacé dès 1915 par l'uniforme couleur bleu-horizon et le casque Adrian est adopté en remplacement du képi. Le fusil standard est le Lebel modèle 1886, environ 5 000 mitrailleuses étaient en service de huit types différents, l'artillerie dispose alors de 3 840 canons de 75 Modèle 1897, 120 canons de montagne de 65 mm, 308 canons lourds de campagne et 380 canons de siège du système de Bange datant des années 1870/1880.

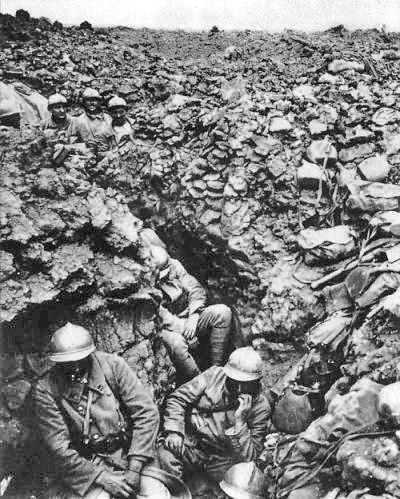
Soldats français du d'infanterie près de Verdun en 1916.

Comme en 1870, la guerre débute mal pour l'armée française. Les armées allemandes envahissent la Belgique, malgré une forte résistance de l'Armée belge, les forces françaises sont prises de flanc, et les forces allemandes foncent sur Paris, la voie est ouverte, mais Joffre, le commandant en chef français, crée les VIe et IXe armées françaises pour renforcer le flanc gauche et droit de l'Armée britannique. Au nord, l'Armée belge s'est repliée sur la place fortifiée d'Anvers. Les IIIe et IVe armées françaises ayant subi des pertes importantes lors de la bataille des Frontières se positionnent dans le prolongement de la place fortifiée de Verdun pour s'en servir de pivot, les Ire et IIe armées françaises se maintiennent en position défensive en Lorraine et en Alsace. Du 5 au 12 septembre, la bataille de la Marne fait rage. Les armées franco-britanniques luttent avec énergie face aux armées allemandes, et, sur le front de l'Est, les armées russes lancent une offensive en Pologne soulageant le front à l'ouest. Le 12 septembre, la bataille de la Marne est remportée, stoppant l'invasion de la France et de la Belgique. Depuis 1814, la France remporte sa première grande bataille face aux Allemands. Fin 1914, les armées s'enterrent et la guerre de position commence. Pourtant, dans la bataille de la Somme ou la bataille du Chemin des Dames, les Alliés lancent des offensives meurtrières pour seulement quelques kilomètres de gagnés. les armées allemandes lanceront une offensive sanglante sur la région de Verdun. la bataille de Verdun durera huit mois et les armées françaises et allemandes restent au point mort pour la perte de 400 000 hommes.
En 1917, les États-Unis entrent en guerre aux côtés des Alliés. Les armées allemandes lancent une nouvelle offensive en France en 1918, les Alliés se replient sur la Marne et résistent. Le maréchal Foch, qui commande les troupes alliées, lance une contre-offensive. Enfin, l'Allemagne signe l'armistice le 11 novembre. La France devient la première puissance militaire parmi les Alliés, envoyant des troupes en Italie, en Serbie et en Roumanie, fournissant aux forces armées belges ou américaines du matériel de guerre. Sur les 1 540 000 combattants, fin octobre 1918, l'Armée de terre dispose alors de 761 000 fantassins, 525 000 artilleurs, 66 000 cavaliers, 103 000 sapeurs et 45 000 aviateurs et aérostiers. L'armement des troupes françaises le 11 novembre 1918 comprend 11 600 pièces d'artillerie (dont 5600 lourdes, sans compter 1 600 pièces de tranchée), 3 600 avions, 2 300 chars, 30 000 mitrailleuses et 50 000 fusils-mitrailleurs. Durant la guerre environ 1 400 000 soldats et officiers furent tués et environ trois millions furent blessés : c'est le conflit le plus meurtrier que connût la France dans son histoire.
Sa puissance de feu et sa motorisation ont été démultipliées durant ce conflit :
| Matériels                               | 1914  | 1918   |
| --------------------------------------- | ----- | ------ |
| Canons de 75 de campagne                | 3 840 | 5 484  |
| Canon de 65 mm de montagne              | 120   | 96     |
| Canons lourds de campagne               | 308   | 5 000  |
| Canons lourds grand puissance et marine | -     | 740    |
| Canons antiaérien                       | 1     | 404    |
| Mitrailleuses                           | 2 000 | 18 000 |
| Camions et voitures                     | 9 000 | 88 000 |
| Avions                                  | 162   | 3 608  |

### Entre-deux-guerres
En 1920, l'Armée de terre est ramenée à trente-et-une divisions, soit 872 000 hommes dont 228 000 « indigènes ». Bien que la part de ces derniers tend à diminuer jusqu'à la veille de la Seconde Guerre mondiale, leurs effectifs restent notables et représentent jusqu'à 36 % des effectifs totaux en 1930. L’armée française, militaires de carrière et appelés du contingent confondus, reste une armée de « gros bataillons ». Malgré la baisse de ses effectifs durant cette période de l'entre-deux-guerres, comme le montre le tableau ci-dessous, elle demeure l’une des armées les plus importantes au monde sur le plan quantitatif. Sa plus grande opération durant cette période est son intervention entre 1925 et 1926 dans la guerre du Rif.
| Années | Forces totales | dont « indigènes » | %     |
| 1920   | 872 000        | 228 000            | 26,14 |
| 1922   | 732 000        | 206 000            | 28,14 |
| 1924   | 642 000        | 185 000            | 28,81 |
| 1926   | 625 000        | 190 000            | 30,40 |
| 1928   | 618 000        | 204 000            | 33,00 |
| 1930   | 550 000        | 199 000            | 36,18 |
| 1932   | 573 000        | 195 000            | 34,03 |
| 1934   | 425 664        | 118 213            | 27,77 |
| 1936   | 512 409        | 123 229            | 24,04 |
| 1938   | 563 419        | 138 223            | 24,53 |
| 1939   | 599 570        | 157 182            | 26,21 |

Par ailleurs, les soldats « indigènes », qui représentent moins de 8 % des effectifs stationnant en Europe en 1920 (47 000 coloniaux sur 608 000 soldats), s’élèvent à près de 15 % en 1924 (64 000 coloniaux sur 429 000 soldats). Ce renforcement quantitatif s'explique par le fait que « les cadres de l’armée firent davantage confiance aux soldats coloniaux et surtout acceptèrent leur présence sur le territoire européen ».

### Seconde Guerre mondiale

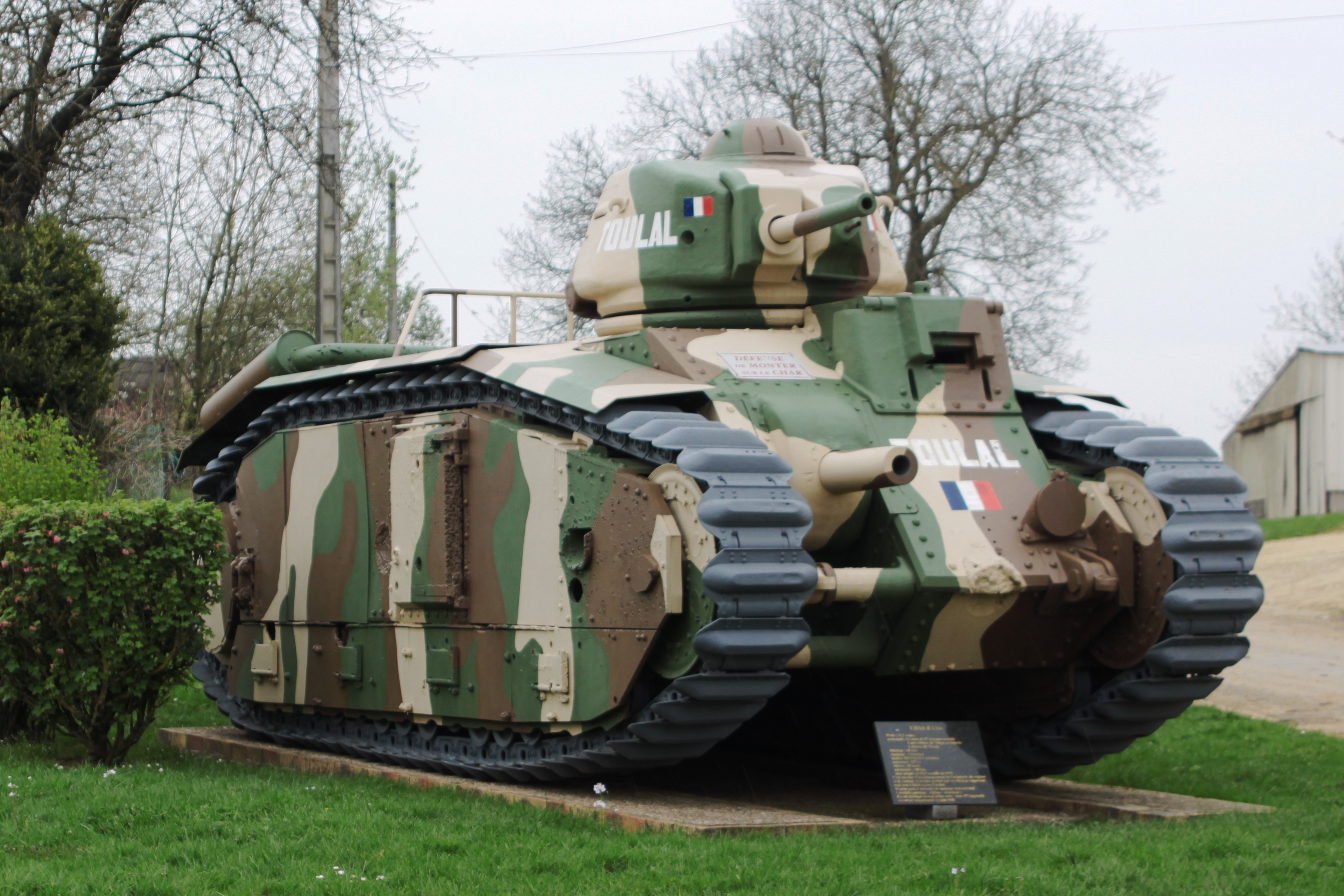
Char B1 bis servant de monument commémoratif de la bataille de Stonne, un des combats de la campagne de France de 1940.

Après les années 1920 marquées par les réductions budgétaire, les années 1930 sont pour l'Armée française une période de fortification (ligne Maginot), d'expérimentation (création en 1935 de la 1re DLM, la première division mécanisée de l'histoire) et, vers la fin, de rééquipement et de modernisation, notamment à partir de 1936 (programme Daladier avec le fusil MAS 36, le FM 24/29, le mortier de 81 mm, l'antichar de 25 mm, les chars H35, R35, S35 et B1 bis). En 1939, l'Armée française entre en guerre avec un sentiment de supériorité hérité de sa victoire en 1918. Côté matériel, son principal point fort est le nombre de ses pièces d'artillerie et de ses blindés (9 300 canons de campagne et 2 855 chars), tandis que ses points faibles sont la faiblesse de son artillerie antiaérienne et de ses transmissions. Côté humain, les excellentes divisions d'active et de première réserve voisinent avec celles de série B, âgées, peu entrainées et sous-équipées.

Défilé allemand devant l'Arc de Triomphe de Paris, le 14 juin 1940.

Cette Armée est battue en six semaines en mai et juin 1940 : les forces armées allemandes se révèlent plus offensives, coordonnant mieux le soutien aérien et faisant un meilleur usage de leurs troupes mécanisées. 1,5 million de Français sont faits prisonniers. Le 10 juin, l'Italie déclare la guerre à la France, échouant face aux fortifications française lors de la bataille des Alpes. Un armistice avec l'Allemagne est signé le 22 juin 1940, puis un second avec l'Italie le 24 juin. Toute la moitié nord de la France ainsi que la côte atlantique, dite zone occupée, sont occupées par l'Allemagne pour poursuivre le combat contre le Royaume-Uni (l'Italie se contentant d'une petite zone frontalière) ; l'Armée de terre française, repliée sur la zone libre et dans l'Empire colonial, est limitée à 100 000 hommes en métropole (sans compter les unités aux colonies), sans aucun conscrit et avec théoriquement aucun matériel offensif.
Philippe Pétain, maréchal de France depuis 1918, devient chef du gouvernement français le 17 mai 1940 ; il obtient les pleins pouvoirs le 10 juillet et mène une politique de collaboration avec l'Allemagne. La mission de l'Armée est notamment de maintenir la souveraineté française dans ses colonies, d'où les combats contre les Japonais dès 1940 (invasion japonaise de l'Indochine), contre les Thaïlandais d'octobre 1940 à mai 1941 (guerre franco-thaïlandaise) contre les Britanniques en 1941 à Madagascar (Operation Ironclad) et en Syrie (Operation Exporter)
Le 8 novembre 1942, les forces anglo-saxonnes débarquent en Afrique française du Nord (opération Torch) : si l'armée d'Afrique leur résiste dans un premier temps, elle finit par se ranger à leur côté le 10 novembre, d'où la réaction allemande et italienne d'envahir la zone sud de la métropole française à partir du 11 novembre 1942 (opération Anton). Les dernières unités métropolitaines de l'« Armée d'armistice » sont dissoutes le 27 novembre.

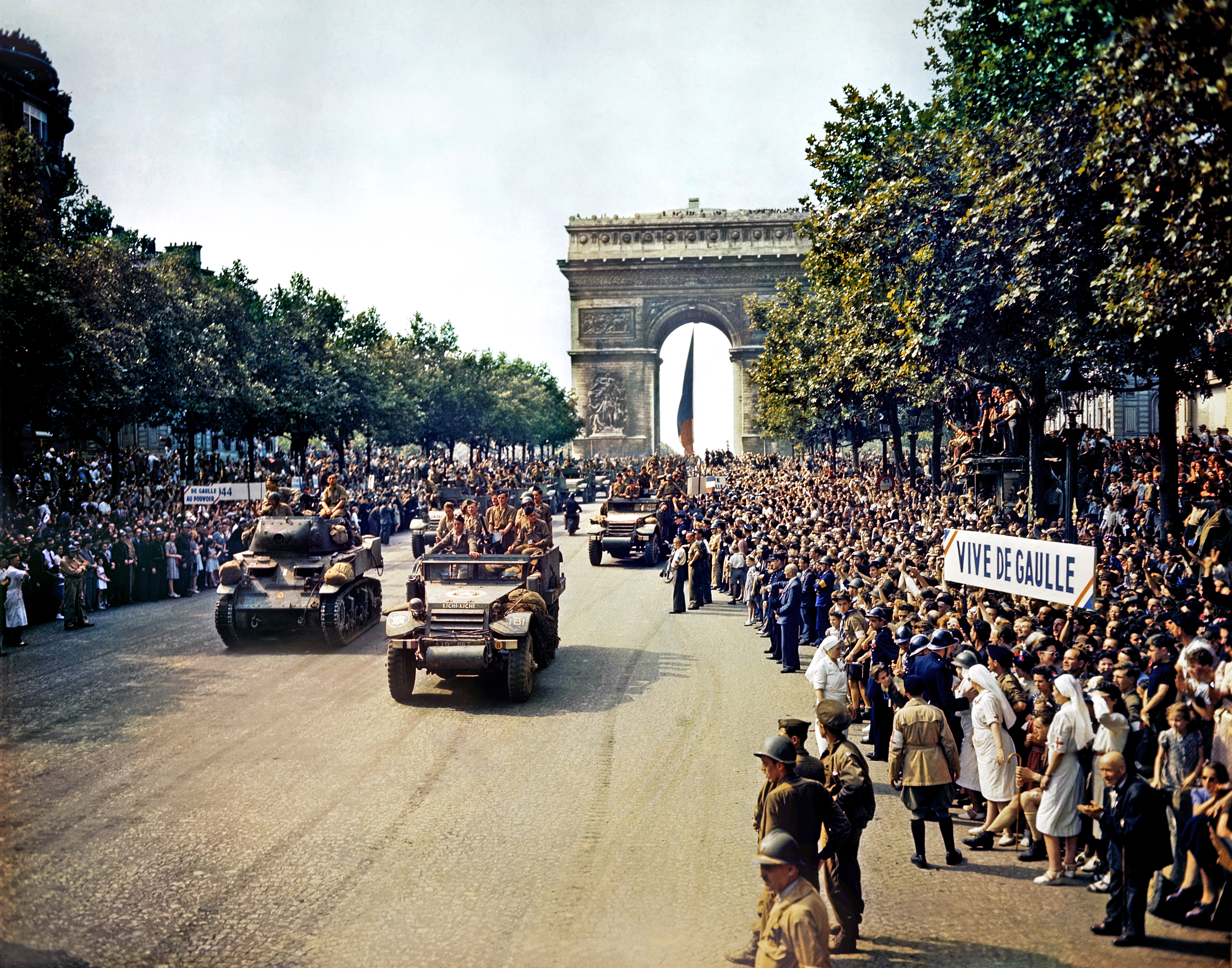
Défilé sur les Champs-Élysées le 26 août 1944 après la libération de Paris.

En juin 1940, 1 300 volontaires forment l'effectif des unités terrestres des Forces françaises libres (FFL), réfugiées au Royaume-Uni. Ce noyau d'origine augmente lentement, avec l'apport d'unités de l'Afrique-Équatoriale française (grâce au ralliement de Félix Éboué), d'évadés venant de France ou des troupes coloniales vichystes. Ces FFL poursuivent la guerre aux côtés des armées alliées, notamment au Gabon en 1940, en Syrie en 1941 (contre l'armée du Levant), en Libye en 1942 (bataille de Bir Hakeim et en 1943 en Tunisie. En août 1943, les FFL fusionnent avec l'armée d'Afrique. L'Armée française ainsi réunie va mener la libération de la Corse (septembre-octobre 1943), puis participer à la campagne d'Italie à partir de novembre 1943 (Corps expéditionnaire français en Italie), au débarquement de Provence en août 1944, à la reconquête de la métropole (notamment la libération de Paris) et enfin à la campagne d'Allemagne en 1945. Elle intègre massivement des groupes de résistants des Forces françaises de l'intérieur, y compris les militaires de l'Organisation de résistance de l'Armée.

## La IVe République et la décolonisation (1946-1958)

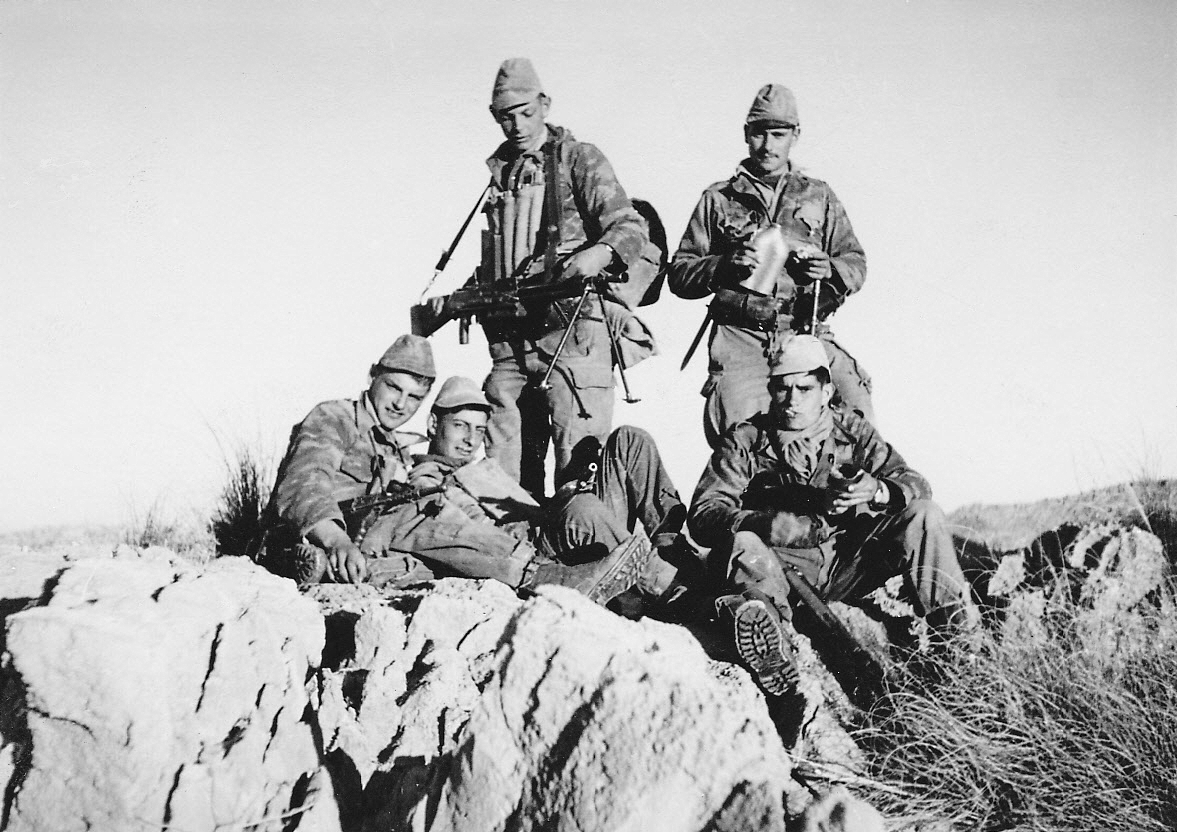
Commando de chasse du 4e régiment de zouaves durant la guerre d'Algérie.

## LaVeRépublique

### Évolutions

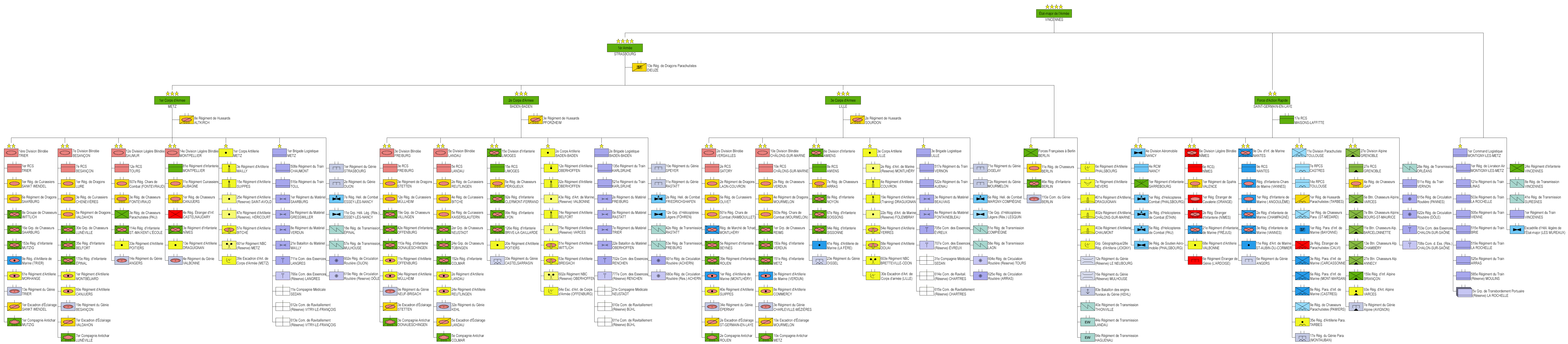
Organisation de l’Armée de terre en Europe en 1989.

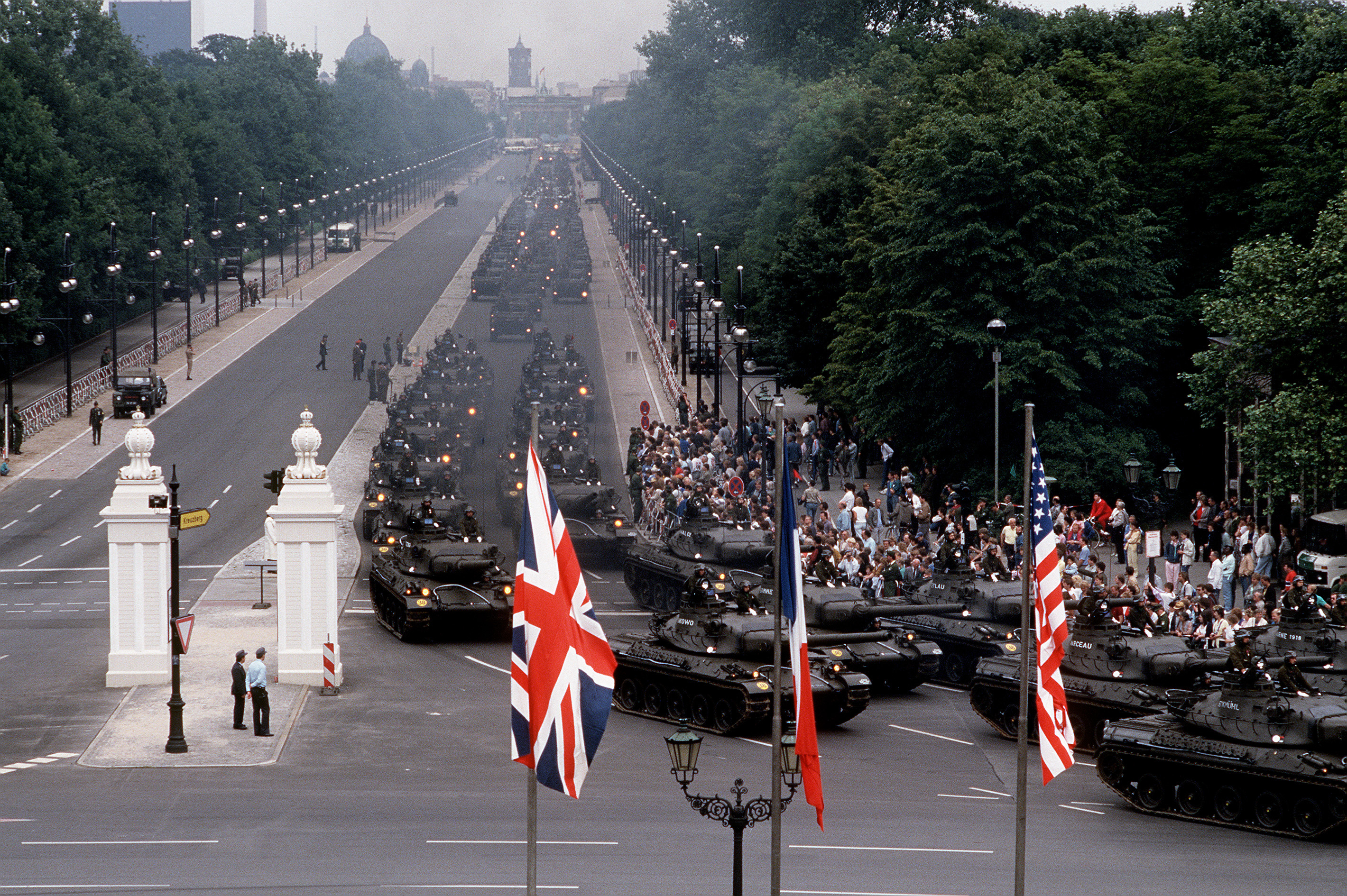
Parade du 11e régiment de chasseurs des forces françaises à Berlin le 11 juin 1988 lors de la journée des forces alliées à Berlin-Ouest. Au premier plan, des AMX-30B2 suivis de VAB.

Après la fin de la guerre d'Algérie, le corps mécanisé destiné à contrer la menace du pacte de Varsovie durant la guerre froide devient prioritaire.
En 2008, le Livre Blanc sur la Défense et la Sécurité nationale paru cette année-là prévoit de nouvelles coupes dans les effectifs et les équipements à l'horizon 2015 avec un effectif en baisse de 17 % par rapport aux chiffres de 2008.
Le volume de forces terrestres projetables est évalué à environ 30 000 hommes déployables en six mois pour une durée d’un an, sans renouvellement.
En permanence, la France conservera en outre une capacité de réaction ou de renfort autonome, avec un dispositif d’alerte opérationnelle de l’ordre de 5 000 hommes pour les forces terrestres.
Avec un format général de 131 000 personnes, les forces terrestres constitueront une force opérationnelle de 88 000 hommes.
En 2008, le nombre de chars de combat est réduit à deux cent quarante soit quatre régiments équipés de soixante chars Leclerc chacun, contre quatre-vingts chacun précédemment.

### Structure de 2009 à 2015
Un nouveau livre blanc publié en 2013 avec des objectifs encore réduit. Voici le format alors prévu en 2025 de la force opérationnelle terrestre mais en 2015 les chiffres ont été relevés :
- 66 000 militaires projetables (77 000 selon une réforme de 2015, effectif atteint en février 2017[17]) ;
- 200 chars lourds ;
- 250 chars moyens ;
- 2 700 véhicules blindés multi-rôles et de combat ;
- 140 hélicoptères de reconnaissance et d’attaque ;
- 115 hélicoptères de manœuvre ;
- une trentaine de drones.

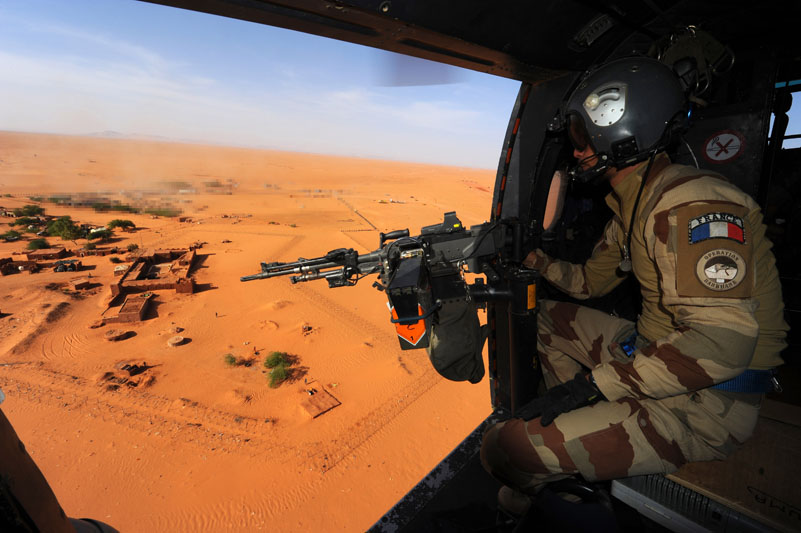
Un mitrailleur de l’aviation légère de l'Armée de terre lors de l'opération Barkhane au Sahel en 2014.

Le besoin de forces pour la sécurité intérieure et les actions extérieures début 2015 fait que la baisse des moyens sera probablement moins forte que prévu.
L'Afrique reste d'une importance stratégique pour la France. Les forces françaises disposait, lors des indépendances de ses anciennes possessions, de 30 000 soldats sur ce continent. Ils n'étaient plus que 15 000 en 1980 et 5 000 en 2012. Mais après une tentative de désengagement due en 2008 à Nicolas Sarkozy, des opérations multiples font qu'à fin 2014, il y près de 9 000 militaires français stationnés en Afrique.

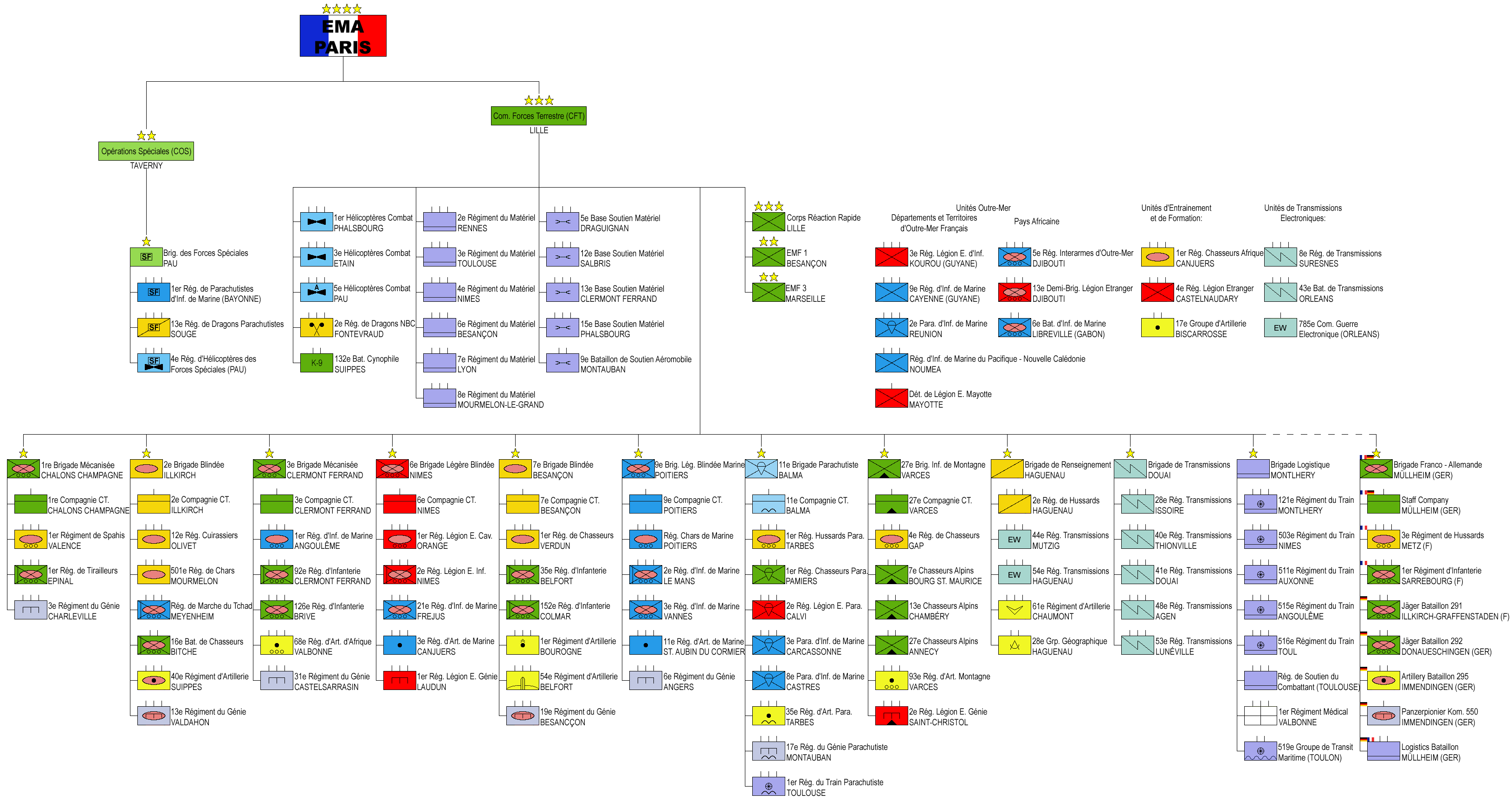
Organisation de l’Armée de terre en 2015.

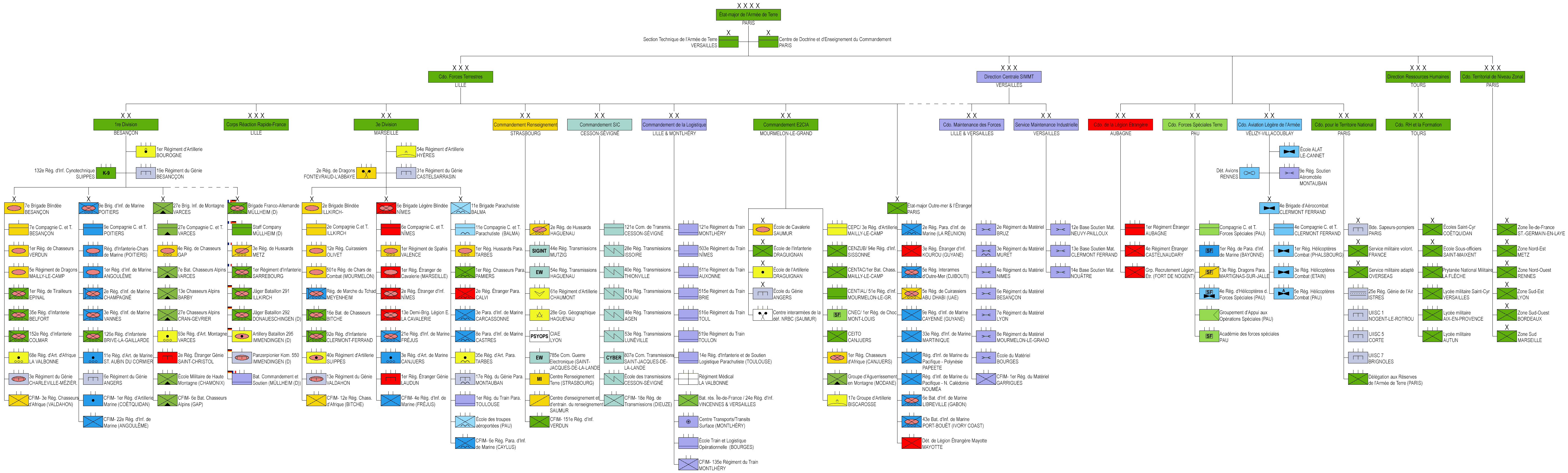
Organisation de l’Armée de terre en 2023.

#### Commandement des forces terrestres

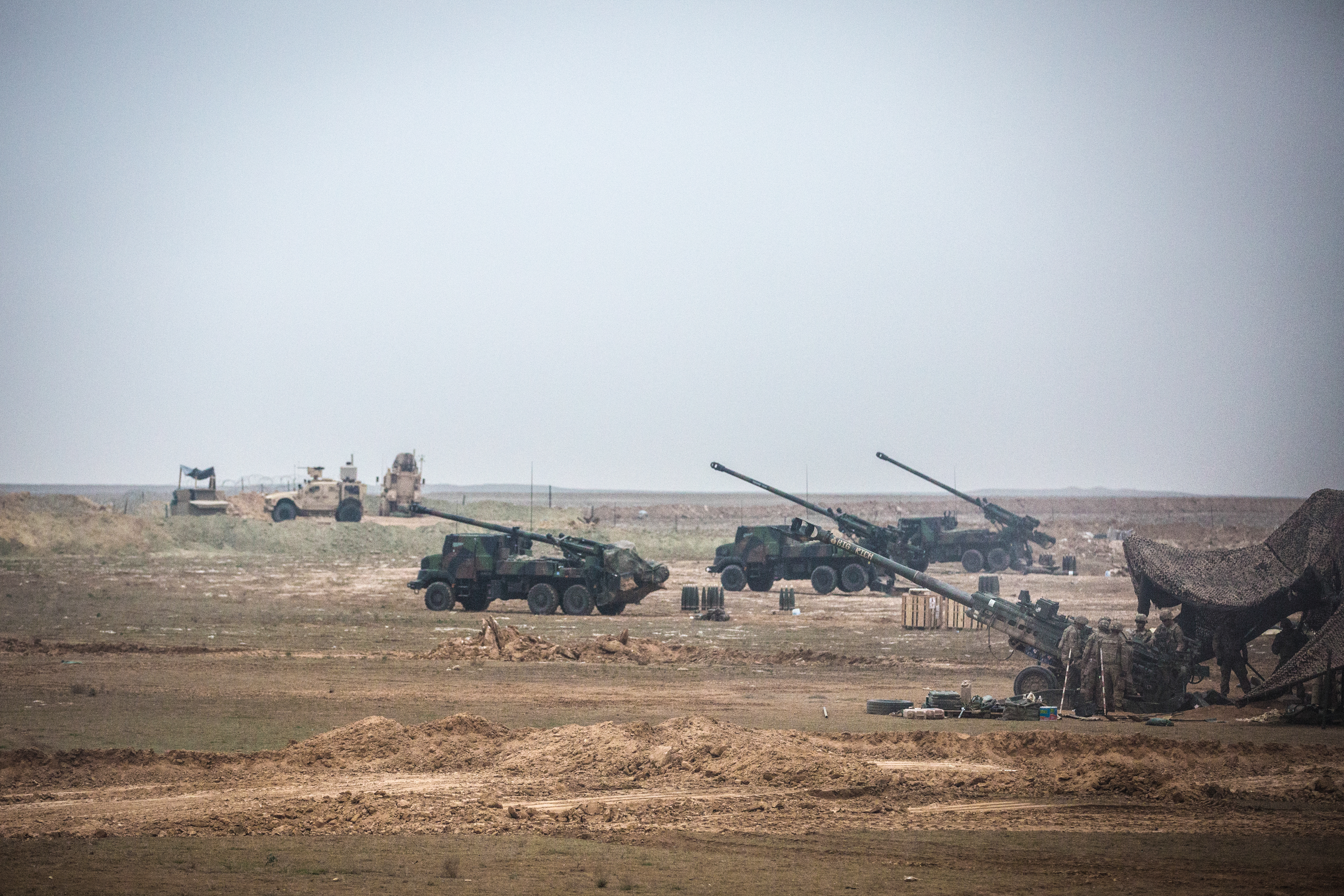
Batterie d'artillerie de la coalition internationale constituée d'obusiers M777 américains et de CAESAR français, à al-Qaïm le 2 décembre 2018.

Le commandement des forces terrestres (CFT, ex-CFAT) a autorité sur trois états-majors de forces, sept brigades interarmes et six brigades spécialisées et directement sur des unités :
- le 132e bataillon cynophile de l'Armée de terre (132e BCAT) de Suippes ;
- le 2e régiment de dragons - nucléaire, biologique et chimique (2e RD) de Fontevraud ;
- le 1er régiment d'hélicoptères de combat (1er RHC) de Phalsbourg avec 22 Gazelle, 20 Puma et 14 Cougar ;
- le 3e régiment d'hélicoptères de combat (3e RHC) d'Étain avec 37 Gazelle, 16 Puma ;
- le 5e régiment d'hélicoptères de combat (5e RHC) de Pau avec 16 hélicoptères légers Gazelles, 9 hélicoptères nouvelle génération Tigre 16 hélicoptères de manœuvre Puma et 7 Cougar.

##### États-majors de forces
Les états-majors de forces (« EMF » en abrégé) sont constitués pour prendre la tête d'une formation de type divisionnaire en opération, auxquels s'ajoute le corps de réaction rapide France, calibré pour commander une formation de la dimension d'un corps d'armée ; les EMF 1 et 3 sont destinés, dans le cadre de la réorganisation décidée en 2015, à devenir les états-majors des deux divisions qui sont créées en 2016. En mars 2015, ces trois états-majors sont :
- le corps de réaction rapide France (CRR Fr) de Lille qui est certifié pour l'OTAN ;
- l’état-major de force no 1 à Besançon ;
- l’état-major de force no 3 à Marseille.

##### 1rebrigademécaniséedeChâlons-en-Champagne

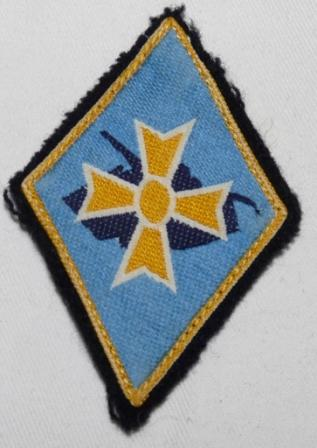
Insigne de la 1re BM.

La 1re brigade mécanisée et son état-major ont été dissous le 21 juillet 2015,.
- 1er régiment de spahis (1er RS) de Valence avec 48 AMX-10RC, 18 VAB et 60 VBL
- 1er régiment de tirailleurs (1er RTir) d'Épinal équipé de 70 VBCI
- 3e régiment du génie (3e RG) de Charleville-Mézières
- 1re compagnie de commandement et de transmissions (1re CCT) de Châlons-en-Champagne avec 20 VAB (dissoute en juillet 2015)
- 1 escadron d'éclairage et d'investigation (EEI no 1) de Valence (rattaché au 1er RS)

##### 2ebrigadeblindéed'Illkirch-Graffenstaden

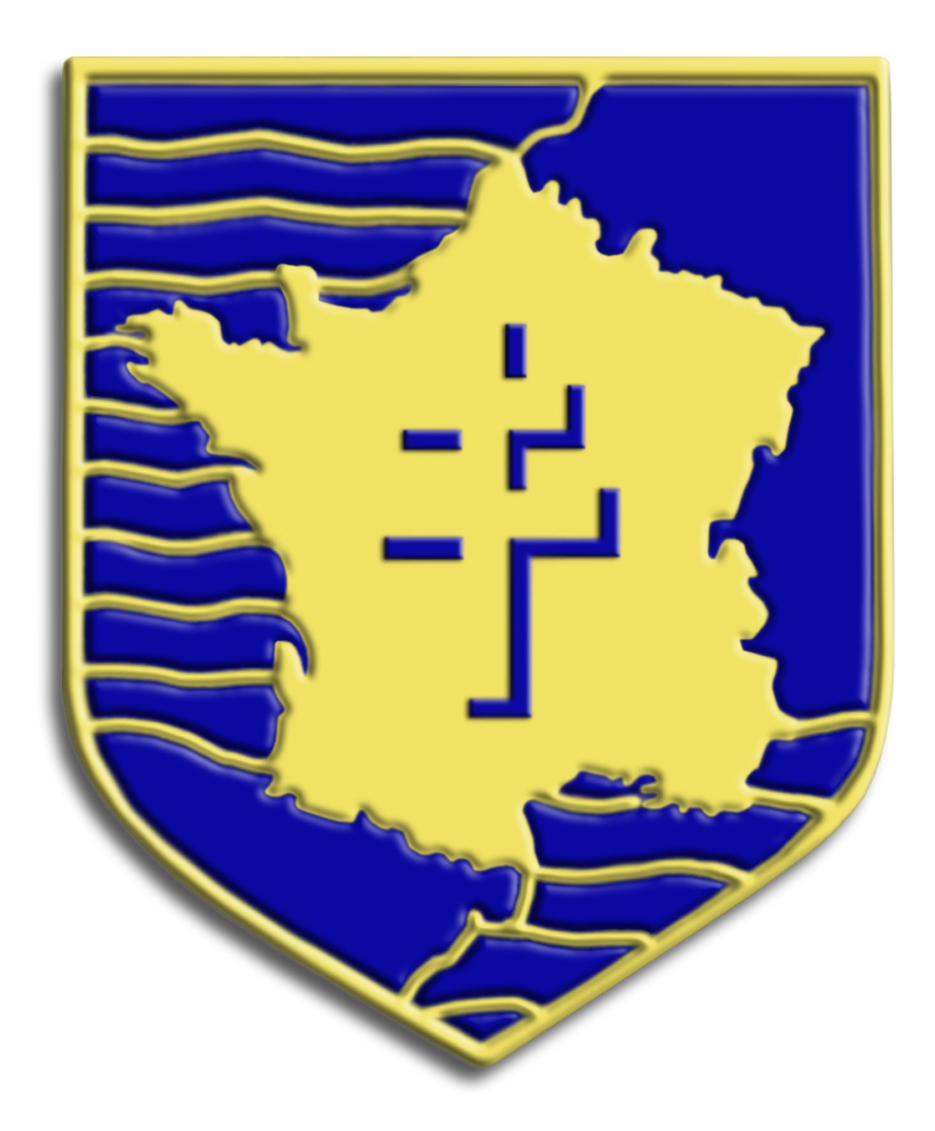
Insigne de la 2e BB.

- 12e régiment de cuirassiers (12e RC) d'Olivet équipé de 60 chars Leclerc
- 501e régiment de chars de combat (501e RCC) de Mourmelon-le-Grand équipé de 60 chars Leclerc
- Régiment de marche du Tchad (RMT) de Meyenheim équipé de VBCI et de VAB
- 16e bataillon de chasseurs (16e BCh) de Bitche équipé de VBCI
- 40e régiment d'artillerie de Suippes équipé de 32 AMX 30 AuF1 et de 16 mortiers de 120 mm
- 13e régiment du génie (13e RG) de Valdahon
- 2e compagnie de commandement et de transmissions (2e CCT) d'Illkirch-Graffenstaden
- 1 escadron d'éclairage et d'investigation (EEI no 2) d'Olivet (rattaché au 12e RC), dissolution annoncée pour 2015.

##### 3ebrigadelégère blindéedeClermont-Ferrand
- 1er régiment d'infanterie de marine (1er RIMa) d'Angoulême avec 48 AMX 10 RC, 30 VAB et 71 VBL

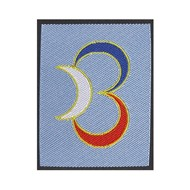
Insigne de la 3e BLB.

- 92e régiment d'infanterie (92e RI) de Clermont-Ferrand équipé de VBCI et 29 VAB
- 126e régiment d'infanterie (126e RI) de Brive-la-Gaillarde équipé de VAB et de VBL
- 68e régiment d'artillerie d'Afrique (68e RAA) du camp de la Valbonne Canons CAESAR et 16 mortiers de 120 mm
- 31e régiment du génie (31e RG) de Castelsarrasin
- 3e compagnie de commandement et de transmissions (3e CCT) de Clermont-Ferrand équipée de VAB
- 1 escadron d'éclairage et d'investigation (EEI no 3) d'Angoulême (rattaché au 1er RIMa)

##### 6ebrigadelégère blindéedeNîmes

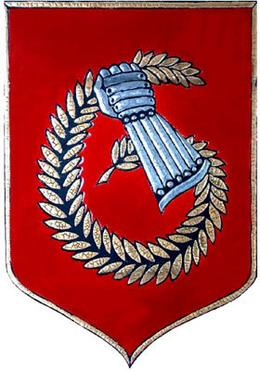
Insigne de la 6e BLB.

- 1er régiment étranger de cavalerie (1er REC) de Carpiagne avec 48 AMX 10 RC
- 2e régiment étranger d'infanterie (2e REI) de Nîmes avec 135 VAB
- 21e régiment d'infanterie de marine (21e RIMa) de Fréjus équipé de VAB
- 3e régiment d'artillerie de marine (3e RAMa) de Canjuers équipé de 155 TRF1, de Canons CAESAR et de 16 mortiers de 120 mm
- 1er régiment étranger de génie (1er REG) de Laudun
- 6e compagnie de commandement et de transmissions (6e CCT) de Nîmes équipée de VAB
- 1 escadron d'éclairage et d'investigation (EEI no 6) d'Orange (4e escadron du 1er REC)

##### 7ebrigadeblindéedeBesançon

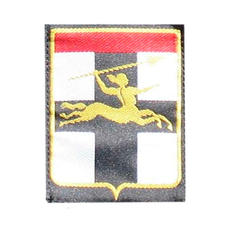
Insigne de la 7e BB.

- 1er régiment de chasseurs (1er Ch) de Thierville-sur-Meuse avec 60 Leclerc, 60 VAB et 30 VBL
- 35e régiment d'infanterie (35e RI) de Belfort équipé de VBCI, de VAB et de VBL
- 152e régiment d'infanterie (152e RI) de Colmar équipé de Véhicule Blindé Combat de l'Infanterie VBCI
- 1er régiment d'artillerie de Belfort équipé de lance-roquettes unitaires
- 54e régiment d'artillerie (54e RA) de Hyères équipé du missile mistral.
- 19e régiment du génie (19e RG) de Besançon
- 7e compagnie de commandement et de transmissions (7e CCT) de Besançon
- 1 escadron d'éclairage et d'investigation (EEI no 7) de Thierville-sur-Meuse (rattaché au 1er RCh), dissolution annoncée pour 2015.

##### 9eBrigaded'infanterie de marinedePoitiers

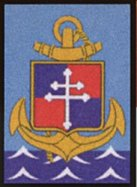
Insigne de la 9e BIM.

- Régiment d'infanterie chars de marine (RICM) de Poitiers équipé d'AMX 10 RC
- 2e régiment d'infanterie de marine (2e RIMa) de Champagné équipé de VAB et de VBCI
- 3e régiment d'infanterie de marine (3e RIMa) de Vannes équipé de VAB
- 11e régiment d'artillerie de marine (11e RAMa) de Saint-Aubin-du-Cormier équipé de 155 TRF1, de canons CAESAR et de 16 mortiers de 120 mm
- 6e régiment du génie (6e RG) d'Angers
- 9e compagnie de commandement et de transmissions de marine (9e CCTMa) de Poitiers
- 1 escadron d'éclairage et d'investigation (EEI no 9) de Poitiers (rattaché au RICM), dissolution annoncée pour 2015.

##### 11ebrigadeparachutistedeBalma

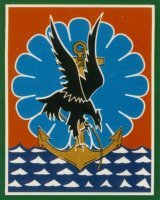
Insigne de la 11e BP.

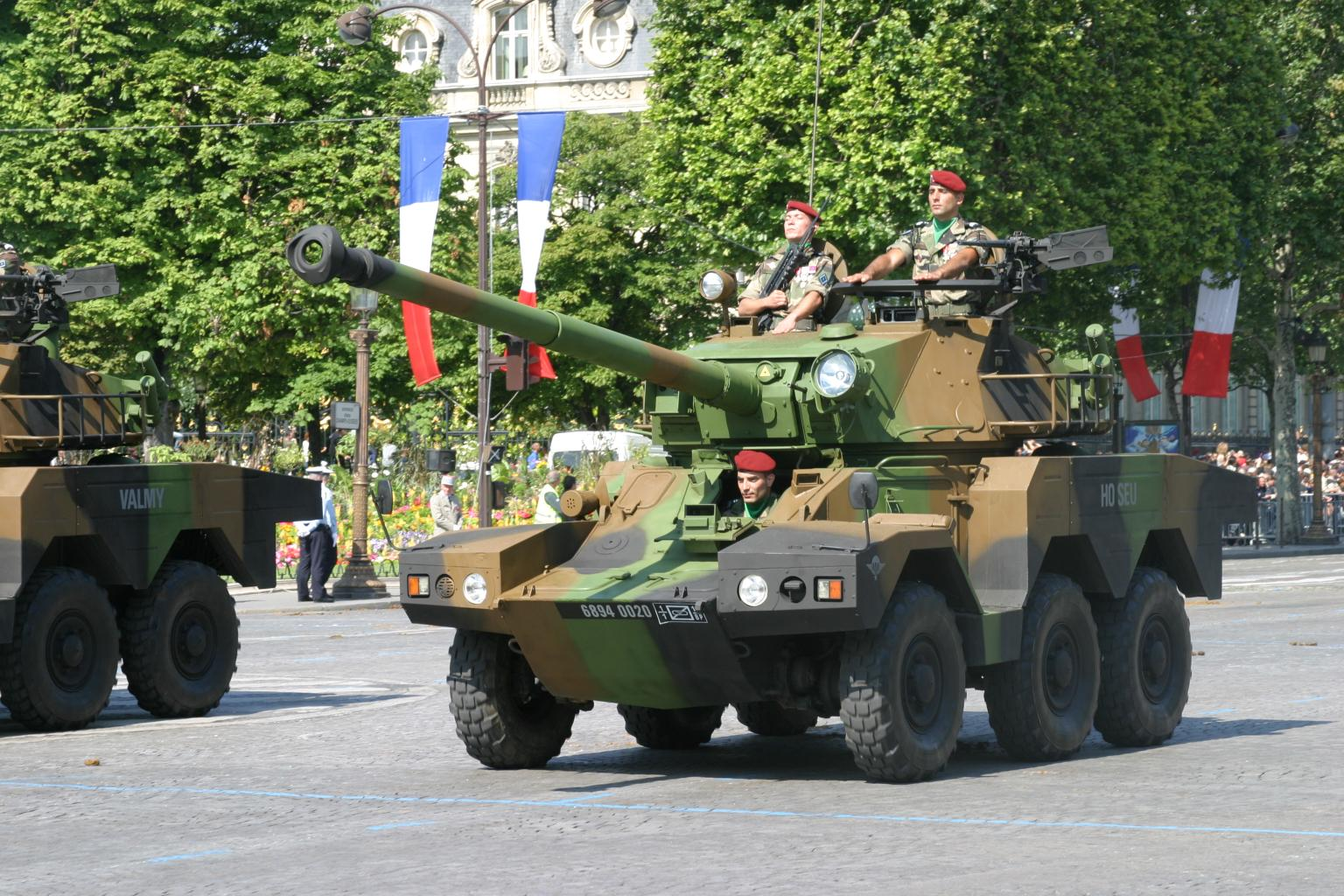
ERC-90 Sagaie.

- 1er régiment de hussards parachutistes (1er RHP) de Tarbes, équipé d'ERC-90 Sagaie, de VAB et de VBL
- 1er régiment de chasseurs parachutistes (1er RCP) de Pamiers
- 2e régiment étranger de parachutistes (2e REP) de Calvi
- 3e régiment de parachutistes d'infanterie de marine (3e RPIMa) de Carcassonne
- 8e régiment de parachutistes d'infanterie de marine (8e RPIMa) de Castres
- 35e régiment d'artillerie parachutiste (35e RAP) de Tarbes équipé de Canons CAESAR, de 155 mm TRF 1 et de mortiers de 120 mm
- 17e régiment du génie parachutiste (17e RGP) de Montauban
- 1er régiment du train parachutiste (1er RTP) de Toulouse
- 11e compagnie de commandement et de transmissions parachutiste (11e CCTP) de Toulouse-Balma
- La brigade n'incorpore pas d'EEI, mais son régiment blindé le (1er RHP) comporte un ERIAC (escadron de reconnaissance et d'intervention anti-char).

##### 27ebrigaded'infanterie de montagnedeVarces
- 4e régiment de chasseurs (4e RCh) de Gap avec AMX 10RC, 36 ERC-90 Sagaie, 20 VAB, 72 VBL

Insigne de la.

- 7e bataillon de chasseurs alpins (7e BCA) de Varces avec 70 VAB et 12 véhicules de montagne blindés VMB
- 13e bataillon de chasseurs alpins (13e BCA) de Barby équipé de VAB
- 27e bataillon de chasseurs alpins (27e BCA) de Cran-Gevrier équipé VAB
- 93e régiment d'artillerie de montagne (93e RAM) de Varces équipés de Canons CAESAR et de mortiers de 120 mm
- 2e régiment étranger de génie (2e REG) de Saint-Christol
- 27e compagnie de commandement et de transmissions de montagne (27e CCT) de Varces
- La brigade n'incorpore pas d'EEI, mais son régiment blindé respectif le (4e RCh) comporte un escadron d'aide à l'engagement (EAE) (avant le 1er janvier 2011, il s'agissait d'un ERIAC, escadron de reconnaissance et d'intervention anti-char).

##### Brigade de transmissions et d'appui au commandementdeDouai

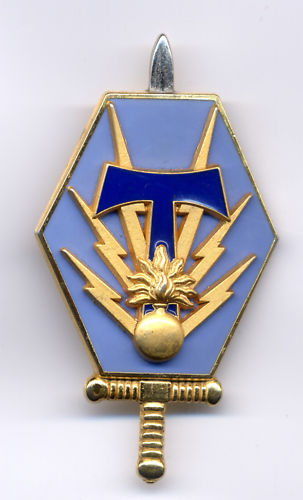
Insigne de la BTAC.

- 28e régiment de transmissions (28e RT) de Issoire
- 40e régiment de transmissions (40e RT) de Thionville
- 41e régiment de transmissions (41e RT) de Douai
- 48e régiment de transmissions (48e RT) d'Agen
- 53e régiment de transmissions (53e RT) de Lunéville

##### Brigade de renseignementdeHaguenau
- 2e régiment de hussards (2e RH) de Haguenau
- 28e groupe géographique (28e GG) de Haguenau

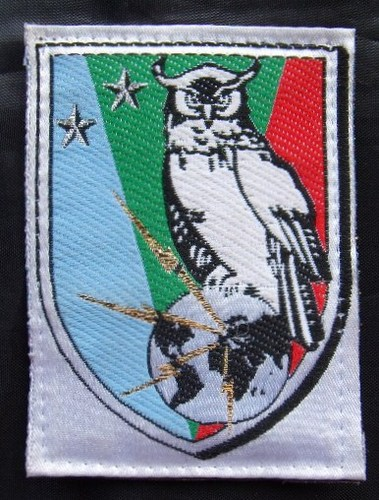
Insigne de la BR.

- 44e régiment de transmissions (44e RT) de Mutzig
- 54e régiment de transmissions (54e RT) de Haguenau
- 61e régiment d'artillerie (61e RA) de Chaumont équipé de drones SDTI

##### Brigade des forces spéciales terredePau

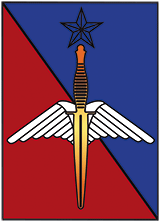
Insigne de la BFST.

Cette Brigade des forces spéciales terre est mise, pour emploi, à disposition du Commandement des opérations spéciales (COS) :
- 1er régiment de parachutistes d'infanterie de marine (1er RPIMa) de Bayonne
- 13e régiment de dragons parachutistes (13e RDP) de Martignas-sur-Jalle
- 4e régiment d'hélicoptères des forces spéciales (4e RHFS) de Pau

##### 1rebrigadelogistiquedeMontlhéry
- 121e régiment du train (121e RT) de Linas-Montlhéry
- 503e régiment du train (503e RT) de Nîmes
- 511e régiment du train (511e RT) d'Auxonne
- 515e régiment du train (515e RT) de Brie-La Braconne
- 516e régiment du train (516e RT) de Toul
- 519e groupe de transit maritime (519e GTM) de Toulon

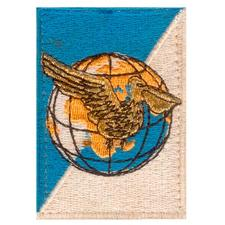
Insigne de la 1re BL.

- Régiment médical (RMED) de la Valbonne
- Régiment de soutien du combattant (RSC) de Toulouse
- 24e régiment d'infanterie - bataillon de réserve Ile-de-France (24e RI) de Vincennes

#### Service de maintenance industrielle terrestre(SMITer, ex DCMAT) deSatory

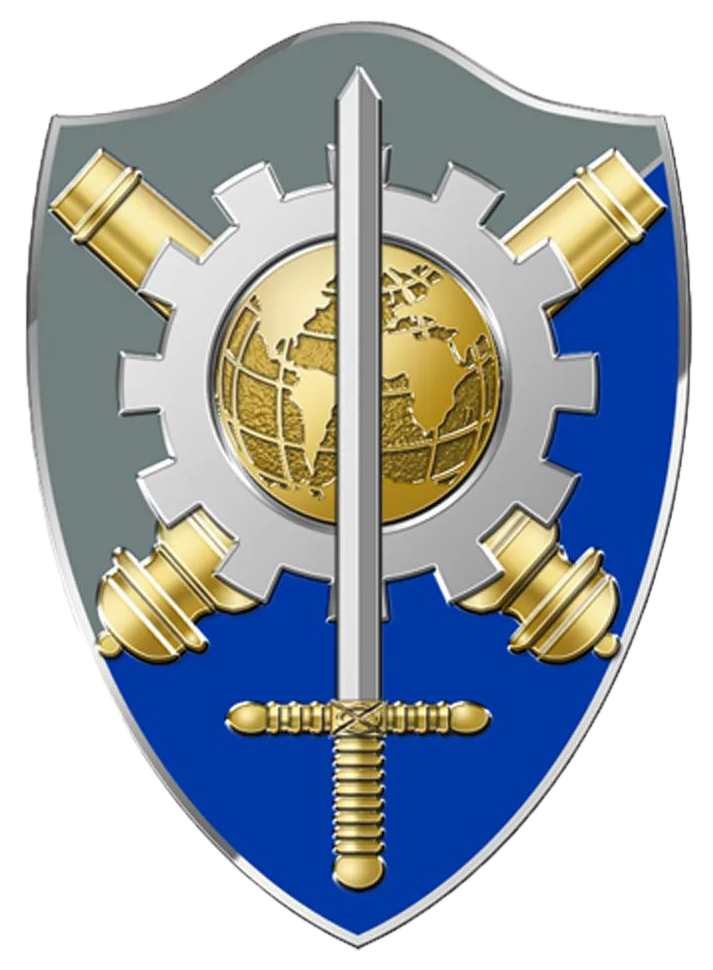
Insigne du SMITer.

- 2e régiment du matériel (2e RMAT) de Bruz (détachements au Mans et à Poitiers)
- 3e régiment du matériel (3e RMAT) de Muret (détachements à Vayres et Montauban)
- 4e régiment du matériel (4e RMAT) de Nîmes (détachement à Miramas)
- 5e base de soutien du matériel (5e BSMAT) de Draguignan (détachements à Canjuers et Carpiagne)
- 6e régiment du matériel (6e RMAT) de Besançon (détachement à Gresswiller)
- 7e régiment du matériel (7e RMAT) de Lyon (détachements à Varces et l'Alpe du Grand Serre)
- 8e régiment du matériel (8e RMAT) de Mourmelon (détachements à Woippy et Douai)
- 9e bataillon de soutien aéromobile (9e BSAM) de Montauban
- 12e base de soutien du matériel (12e BSMAT) de Neuvy-Pailloux (détachements à Gien, Nouâtre et Satory)
- 13e base de soutien du matériel (13e BSMAT) de Clermont-Ferrand (détachements à Moulins, Guéret, Saint-Astier et Tulle)

#### Brigade franco-allemandedeMüllheimenAllemagne

Insigne de la BFA.

La brigade franco-allemande est une unité binationale subordonnée au Corps européen dont l'état-major est situé à Strasbourg.
Contribution française :
- 1er régiment d'infanterie (1er RI) de Sarrebourg avec 82 VAB et 25 VBL
- 3e régiment de hussards (3e RH) de Metz
- Bataillon de commandement et de soutien de la Brigade franco-allemande (BCS BFA) de Müllheim, Allemagne (unité mixte, franco-allemande)

Les soldats français du BCS et de l'état-major de la brigade sont, en 2014, les derniers représentants des Forces françaises et éléments civils stationnés en Allemagne (FFECSA).

#### Unités outre-mer
Les unités outre-mer constituent la composante terrestre des forces de présence à l'étranger (dans le cadre d'accords de coopération militaire) et de souveraineté (territoires de la France d'outre-mer sur lesquels la France exerce sa souveraineté). Ils sont placés sous le commandement de commandants supérieurs interarmées.
- FFDJ (Forces françaises à Djibouti) : 
  - 5e régiment interarmes d’outre-mer (5e RIAOM) de Djibouti équipé d'ERC-90 Sagaie, de TRF1 et de Mistral (missile).
  - Détachement ALAT (DETALAT) disposant de deux Gazelle et de cinq Puma.

- FFCI (Forces françaises en Côte d'Ivoire) : l'opération Licorne a pris fin le 21 janvier 2015 et a été remplacée par les Forces françaises de Côte d'Ivoire.

- EFG (Éléments français au Gabon) :
  - 6e bataillon d’infanterie de marine (6e BIMa) de Libreville équipé d'ERC-90 Sagaie.
  - Détachement ALAT (DETALAT) équipé de quatre Puma.

- EFS (Éléments français au Sénégal) : les « forces françaises du Cap Vert » ont été dissoutes le 1er août 2011, elles sont remplacées par les EFS, commandées par un officier général de l'Armée de terre et comprenant un état-major interarmées. La composante Armée de terre des EFS se limite à une unité de coopération régionale (UCR), soit moins d'une centaine de personnes.

- FFEAU (Forces françaises aux Émirats arabes unis) : 
  - 13e demi-brigade de Légion étrangère (13e DBLE) à Abu Dhabi avec des VAB, VBCI, et canons Caesar.

- FAG (Forces armées en Guyane) :
  - 3e régiment étranger d'infanterie (3e REI) de Kourou
  - 9e régiment d’infanterie de marine (9e RIMa) de Cayenne

- FAA (Forces armées aux Antilles) :
  - Détachement Terre Antilles/33e RIMa en Martinique et en Guadeloupe

- FAZSOI (Forces armées de la zone sud de l'océan Indien) : 
  - 2e régiment de parachutistes d'infanterie de marine (2e RPIMa) de Saint-Pierre, Réunion
  - Détachement de Légion étrangère de Mayotte (DLEM) de Mayotte

- FANC (Forces armées de Nouvelle-Calédonie) :
  - Régiment d'infanterie de marine du Pacifique - Nouvelle-Calédonie (RIMaP-NC) de Nouméa doté de 6 ERC-90 Sagaie et de 4 mortiers de 120 mm

- FAPF (Forces armées en Polynésie française) :
  - Détachement Terre de Polynésie (DTP/RIMaP-P) de Papeete, (Tahiti)

#### Autres unités
- Unités d'entrainement et de formation :
  - 1er régiment de chasseurs d'Afrique (1er RCA) de Canjuers
  - CENTAC-5e régiment de dragons de Mailly-le-Camp
  - 4e régiment étranger (4e RE) de Castelnaudary
  - CENZUB-94e régiment d'infanterie de Sissonne
  - 17e groupe d'artillerie (17e GA) de Biscarrosse

- Unités de soutien d'état-major :
  - 1er régiment étranger (1er RE) d'Aubagne

- Unités de transmissions électroniques :
  - 785e compagnie de guerre électronique (785e CGE) à l'origine basée à Orléans puis à partir de 2012 à Rennes[21]

- Unités non-embrigadées :

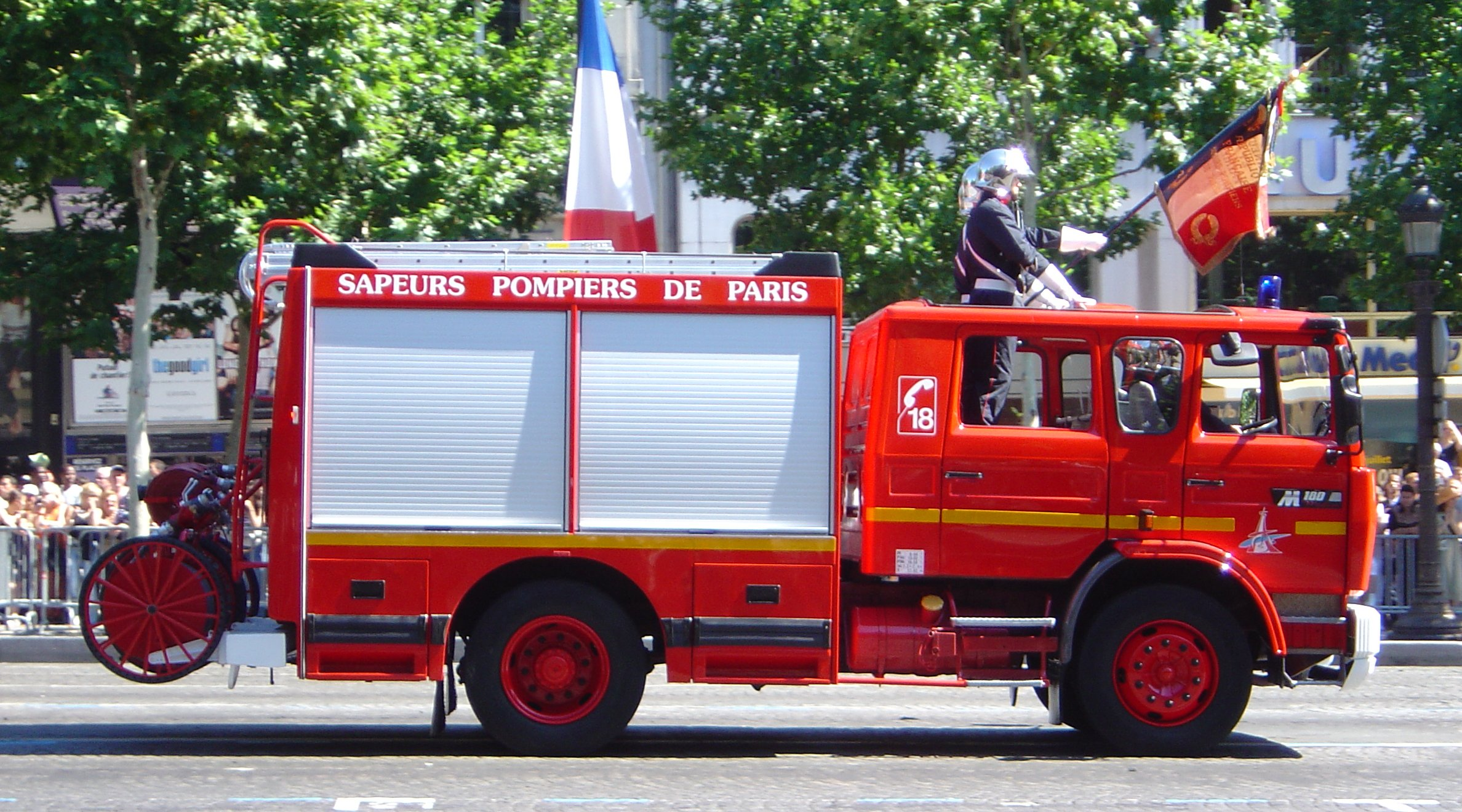
Camion de la brigade de sapeurs-pompiers de Paris.

  - 25e régiment du génie de l'air (25e RGA) d'Istres
  - Brigade de sapeurs-pompiers de Paris (BSPP) de Paris
  - Unité d'instruction et d'intervention de la sécurité civile no 1 de Nogent-le-Rotrou
  - Unité d'instruction et d'intervention de la sécurité civile no 5 de Corte
  - Unité d'instruction et d'intervention de la sécurité civile no 7 de Brignoles
  - 44e régiment d'infanterie (unité support de la DGSE)

- Unité de réserve :
  - Bataillon de réserve Île-de-France – 24e régiment d’infanterie (BRIDF – 24e RI), rattaché à la 1re brigade logistique depuis le 1er juillet 2014

#### Ouvrages généraux
- Philippe Contamine (dir.), Histoire militaire de la France, vol. 1 : Des origines à 1715, Paris, Presses universitaires de France, 1992, XIII-632 p. (ISBN 2-13-043872-5, présentation en ligne), [présentation en ligne], [présentation en ligne] Réédition : Philippe Contamine (dir.), Histoire militaire de la France, vol. 1 : Des origines à 1715, Paris, Presses universitaires de France, coll. « Quadrige » (no 251), 1997, 648 p., poche (ISBN 978-2-13-048906-1).
- William Serman et Jean-Paul Bertaud, Nouvelle histoire militaire de la France : 1789-1919, Paris, Fayard, 1998, 855 p. (ISBN 978-2-213-03168-2, OCLC 906774657)
- E. Fieffé, Histoire des troupes étrangères au service de la France, depuis leur origine jusqu'à nos jours, 1854, réédition Terana 1991, 2 volumes,  (ISBN 2-904221-15-8)
- André Corvisier (dir.), Dictionnaire d'art et d'histoire militaires, Paris, Presses universitaires de France, 1988, 1re éd., 884 p. (ISBN 978-2-130-40178-0, OCLC 18908624).
- Général Louis Susane, Histoire de l'artillerie française, Paris, C. Terana, 1984, 444 p. (ISBN 978-2-904-22104-0, OCLC 635657965).
- Général Louis Susane, Histoire de la Cavalerie française, 1874, reprint,  (ISBN 2-904-221-04-2), tome 1 (1849), tome deuxième, tome troisième, tome 4ème, tome sixième.
- Jean Hanoteau et Émile Bonnot : Bibliographie des historiques des régiments français

#### Moyen Âge
- Philippe Contamine, La Guerre au Moyen Âge, Paris, Presses universitaires de France, coll. « Nouvelle Clio. L'Histoire et ses problèmes » (no 24), 1980, 516 p. (ISBN 2-13-036308-3, présentation en ligne). Réédition mise à jour : Philippe Contamine, La Guerre au Moyen Âge, Paris, Presses universitaires de France, coll. « Nouvelle Clio », 2003, 6e éd. (1re éd. 1980), 516 p. (ISBN 2-13-050484-1, BNF 39043104).
- Philippe Contamine, Guerre, État et société à la fin du Moyen Âge : études sur les armées des rois de France, 1337-1494, t. 1, Paris, École des hautes études en sciences sociales, coll. « Les réimpressions des Éditions de l'École des hautes études en sciences sociales », 2003 (1re éd. 1972, Mouton), XXXVIII-450 p. (ISBN 2-7132-1816-0, présentation en ligne), [présentation en ligne], [présentation en ligne].
- Philippe Contamine, Guerre, État et société à la fin du Moyen Âge : études sur les armées des rois de France, 1337-1494, t. 2, Paris, École des hautes études en sciences sociales, coll. « Les réimpressions des Éditions de l'École des hautes études en sciences sociales », 2004 (1re éd. 1972, Mouton), 757-V p. (ISBN 2-7132-1816-0).
- Xavier Hélary, « Servir ? La noblesse française face aux sollicitations militaires du roi (fin du règne de Saint Louis-fin du règne de Philippe le Bel) », Cahiers de recherches médiévales, Orléans / Paris, CEMO / Honoré Champion, no 13 « La Noblesse en question (XIIIe-XVe siècles) »,‎ 2006, p. 21-40 (lire en ligne).
- Xavier Hélary, L'armée du roi de France : la guerre de saint Louis à Philippe le Bel, Paris, Perrin, 2012, 325 p. (ISBN 978-2-262-04075-8, présentation en ligne), [présentation en ligne].

#### Renaissance
- Nicolas Le Roux, Le crépuscule de la chevalerie : noblesse et guerre au siècle de la Renaissance, Seyssel, Champ Vallon, coll. « Époques », 2015, 409 p. (ISBN 978-2-87673-901-7, présentation en ligne).
- (en) David Potter, Renaissance France at War : Armies, Culture and Society, c.1480-1560, Woodbridge, Boydell Press, coll. « Warfare in History », 2008, XVII-405 p. (ISBN 978-1-84383-405-2, présentation en ligne).
- (en) James B. Wood, The King's Army : Warfare, Soldiers, and Society during the Wars of Religion in France, 1562-1576, Cambridge, Cambridge University Press, coll. « Cambridge Studies in Early Modern History », 1996, XII-349 p. (ISBN 0-521-55003-3, présentation en ligne).

#### Ancien Régime
- Victor-Louis-Jean-François Belhomme (lieutenant-colonel), L'Armée française en 1690, Paris, 1895, 206 p. (lire en ligne). Réimpression : Terana éditeur, 2007,  (ISBN 2-904-221-28-X).
- Olivier Chaline, Les armées du roi : le grand chantier, XVIIe – XVIIIe siècle, Paris, Armand Colin, 2016, 339 p. (ISBN 978-2-200-61415-7).
- Jean Chagniot, Paris et l'armée au XVIIIe siècle : étude politique et sociale, Paris, Economica, 1985, VII-678 p. (ISBN 2-7178-0866-3, présentation en ligne), [présentation en ligne].
- Hervé Drévillon, L'impôt du sang : le métier des armes sous Louis XIV, Paris, Tallandier, 2005, 526 p. (ISBN 2-84734-247-8, présentation en ligne), [présentation en ligne].
- Arnaud Guinier (préf. Hervé Drévillon), L'honneur du soldat : éthique martiale et discipline guerrière dans la France des Lumières, Ceyzérieu, Champ Vallon, coll. « La Chose publique », 2014, 489 p. (ISBN 978-2-87673-992-5, présentation en ligne).
- (en) John A. Lynn, Giant of the Grand Siècle : The French Army, 1610-1715, Cambridge, Cambridge University Press, 1998, XX-651 p. (ISBN 0-521-57273-8, présentation en ligne), [présentation en ligne].
- John A. Lynn (trad. de l'anglais par Bruno Demangeot), Les guerres de Louis XIV, 1667-1714 [« The Wars of Louis XIV, 1667-1714 »], Paris, Perrin, coll. « Pour l'histoire », 2010, 430 p. (ISBN 978-2-262-02456-7). Réédition : John A. Lynn (trad. de l'anglais par Bruno Demangeot), Les guerres de Louis XIV, 1667-1714 [« The Wars of Louis XIV, 1667-1714 »], Paris, Perrin, coll. « Tempus » (no 561), 2014, 561 p., poche (ISBN 978-2-262-04755-9).
- (en) David Parrott, Richelieu's Army : War, Government and Society in France, 1624-1642, Cambridge, Cambridge University Press, coll. « Cambridge Studies in Early Modern History », 2001, XXIV-599 p. (ISBN 0-521-79209-6, présentation en ligne), [présentation en ligne], [présentation en ligne].

#### Révolution et Empire
- Frank Attar, Aux armes, citoyens ! : naissance et fonctions du bellicisme révolutionnaire, Paris, Éditions du Seuil, coll. « L'univers historique », 2010, 394 p. (ISBN 978-2-02-088891-2, présentation en ligne), [présentation en ligne], [présentation en ligne].
- Jean-Paul Bertaud, La Révolution armée : les soldats-citoyens et la Révolution française, Paris, Robert Laffont, coll. « Les Hommes et l'histoire », 1979, 379 p. (ISBN 2-221-00364-0, présentation en ligne).
- Jean-Paul Bertaud (dir.) et Daniel Reichel (dir.), L'Armée et la guerre, Paris, Éditions de l'École des hautes études en sciences sociales (EHESS), coll. « Atlas de la Révolution française » (no 3), 1989, 79 p. (ISBN 2-7132-0927-7, présentation en ligne).
- Hervé Drévillon (dir.), Bertrand Fonck (dir.) et Michel Roucaud (dir.), Guerres et armées napoléoniennes : nouveaux regards, Paris, Nouveau Monde / Ministère de la Défense-DMPA / Fondation Napoléon, coll. « La Bibliothèque Napoléon. Études », 2013, 562 p. (ISBN 978-2-36583-851-1, présentation en ligne), [présentation en ligne]. Réédition : Hervé Drévillon (dir.), Bertrand Fonck (dir.) et Michel Roucaud (dir.), Guerres et armées napoléoniennes : nouveaux regards, Paris, Nouveau Monde, coll. « Chronos », 2020, 560 p. (ISBN 978-2-36942-880-0).
- L. Picard, La Cavalerie dans les guerres de la Révolution et de l'Empire, Saumur, 1895, réédité 2000 Éditions historiques Teissedre, 2 volumes,  (ISBN 2-912259-48-7).
- Alain Pigeard, L'Armée de Napoléon, organisation et vie quotidienne, Paris, Tallandier, 2000,  (ISBN 2-235-02264-2).
- (en) Samuel F. Scott, From Yorktown to Valmy : The Transformation of the French Army in an Age of Revolution, Niwot, University Press of Colorado, 1998, XIII-251 p. (ISBN 0-87081-504-0, présentation en ligne).
- Samuel F. Scott, « L'armée royale et la première République », dans Michel Vovelle (dir.), Révolution et République : l'exception française, Paris, Kimé, 1994, 699 p. (ISBN 2-908212-70-6), p. 428-437.

#### XIXesiècle
- André Bach, L'armée de Dreyfus, 2004, éd. Tallandier,  (ISBN 2-84734-039-4).
- Henri Ortholan, L'Armée du Second Empire, 2009, SOTECA,  (ISBN 978-2-9163-8523-5)
- William Serman, « La noblesse dans l'armée française au XIXe siècle (1814-1890) », dans Les noblesses européennes au XIXe siècle : actes du colloque de Rome, 21-23 novembre 1985, Rome, Publications de l'École française de Rome, coll. « Collection de l'École française de Rome » (no 107), 1988, 711 p. (ISBN 2-7283-0159-X, lire en ligne), p. 551-558.

#### XXesiècle
- Olivier Forcade, « L'histoire politique des armées et des militaires dans la France républicaine (1871-1996) : essai d'historiographie », Cahiers Jean Jaurès, no 142 « Historiographie de l'État républicain »,‎ octobre-décembre 1996, p. 7-24 (lire en ligne).
- Michel Goya, La Chair et l'acier : l'armée française et l'invention de la guerre moderne, 1914-1918, Paris, Tallandier, 2004, 479 p. (ISBN 978-2-84734-163-8).
- Michel Goya, L'invention de la guerre moderne : du pantalon rouge au char d'assaut, 1871-1918, Paris, Tallandier, coll. « Texto / le goût de l'histoire », 2014, 479 p. (ISBN 979-10-210-0460-3).
- Robert Paxton (trad. de l'anglais par Pierre de Longuemar, postface Claude d'Abzac-Epezy), L'Armée de Vichy : le corps des officiers français, 1940-1944 [« Parades and Politics at Vichy : the French Officer Corps under Marshall Pétain »], Paris, Éditions Tallandier, 2004, 586 p. (ISBN 2-84734-139-0, présentation en ligne). Réédition : Robert Paxton (trad. de l'anglais par Pierre de Longuemar, postface Claude d'Abzac-Epezy), L'Armée de Vichy : le corps des officiers français, 1940-1944 [« Parades and Politics at Vichy : the French Officer Corps under Marshall Pétain »], Paris, Éditions du Seuil, coll. « Points Histoire » (no 352), 2005, 586 p. (ISBN 2-02-067988-4, présentation en ligne).
- Stéphane Weiss, Le réarmement français de 1944-1945 : faire flèche de tout bois, Rennes, Presses universitaires de Rennes, coll. « Histoire », 2022, 232 p. (ISBN 978-2-7535-8364-1, DOI 10.4000/books.pur.165687, présentation en ligne).

#### XXIesiècle
- DSI, HS 07, 2009, Les Forces armées françaises, enjeux et défis d'une réforme en action.
- DSI, HS 13, 2010, Les Forces armées françaises, la mutation interarmées.
- DSI, no 71, juin 2011, Réforme des armées en France, quel héritage pour l'avenir ?, p. 56-59.